# Esclassan-Labastide
Pour les articles homonymes, voir Labastide.
Esclassan-Labastide (Esclassan e La Bastida en gascon) est une commune française située dans le sud du département du Gers en région Occitanie. Sur le plan historique et culturel, la commune est dans le pays d'Astarac, un territoire du sud gersois très vallonné, au sol argileux, qui longe le plateau de Lannemezan.
Exposée à un climat océanique altéré, elle est drainée par, le ruisseau de Lestremau et par divers autres petits cours d'eau.
Esclassan-Labastide est une commune rurale qui compte 345 habitants en 2022, après avoir connu une forte hausse de la population depuis 1975.  Elle fait partie de l'aire d'attraction d'Auch. Ses habitants sont appelés les Esaclassanais ou  Esaclassanaises.

## Géographie

### Communes limitrophes
Les communes limitrophes sont  Lourties-Monbrun, Masseube, Panassac, Saint-Arroman et Samaran.
|               | Lourties-Monbrun    |          |
| Saint-Arroman | Esclassan-Labastide | Masseube |
|               | Samaran             | Panassac |

### Géologie et relief
Esclassan-Labastide se situe en zone de sismicité 2 (sismicité faible).

### Hydrographie

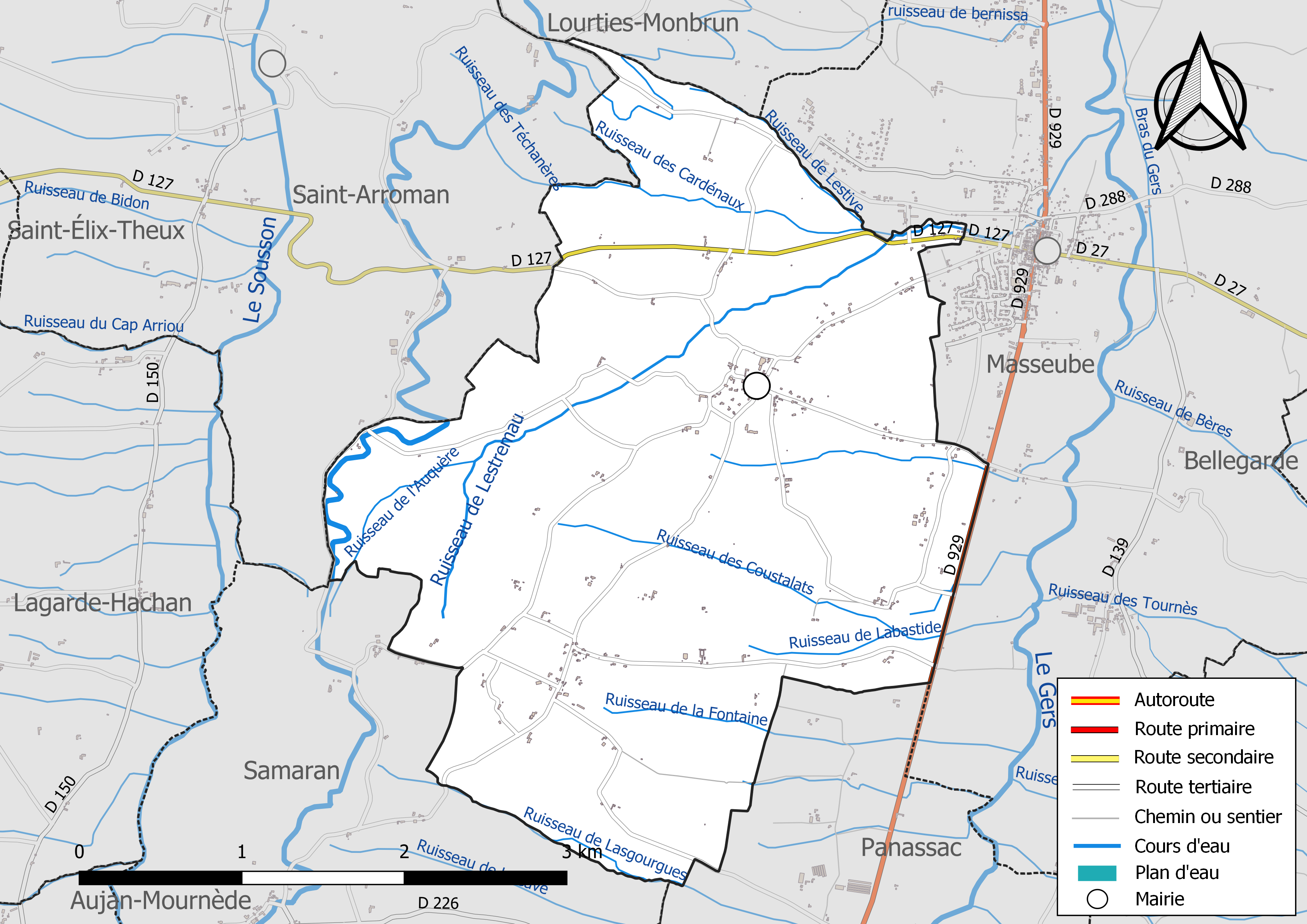
Réseaux hydrographique et routier d'Esclassan-Labastide.

La commune est dans le bassin de la Garonne, au sein du bassin hydrographique Adour-Garonne. Elle est drainée par le ruisseau de Lestremau, le ruisseau de Labastide, le ruisseau de la Fontaine, le ruisseau de Lasgourgues, le ruisseau de l'Auquère, le ruisseau de Lestive, le ruisseau des Cardénaux, le ruisseau des Coustalats le ruisseau des Téchanères et par divers petits cours d'eau, qui constituent un réseau hydrographique de 20 km de longueur totale,.

### Climat
Pour des articles plus généraux, voir Climat de l'Occitanie et Climat du Gers.
En 2010, le climat de la commune est de type climat océanique altéré, selon une étude s'appuyant sur une série de données couvrant la période 1971-2000. En 2020, Météo-France publie une typologie des climats de la France métropolitaine dans laquelle la commune est dans une zone de transition entre le climat océanique altéré et le climat de montagne ou de marges de montagne et est dans une zone de transition entre les régions climatiques « Aquitaine, Gascogne » et « Pyrénées centrales »0.
Pour la période 1971-2000, la température annuelle moyenne est de 12,9 °C, avec une amplitude thermique annuelle de 15 °C. Le cumul annuel moyen de précipitations est de 816 mm, avec 9,4 jours de précipitations en janvier et 6,4 jours en juillet. Pour la période 1991-2020, la température moyenne annuelle observée sur la station météorologique la plus proche, située sur la commune de Mirande à 16 km à vol d'oiseau, est de 13,6 °C et le cumul annuel moyen de précipitations est de 818,5 mm,. Pour l'avenir, les paramètres climatiques de la commune estimés pour 2050 selon différents scénarios d’émission de gaz à effet de serre sont consultables sur un site dédié publié par Météo-France en novembre 2022.

### Milieux naturels et biodiversité
Aucun espace naturel présentant un intérêt patrimonial n'est recensé sur la commune dans l'inventaire national du patrimoine naturel,,.

## Urbanisme

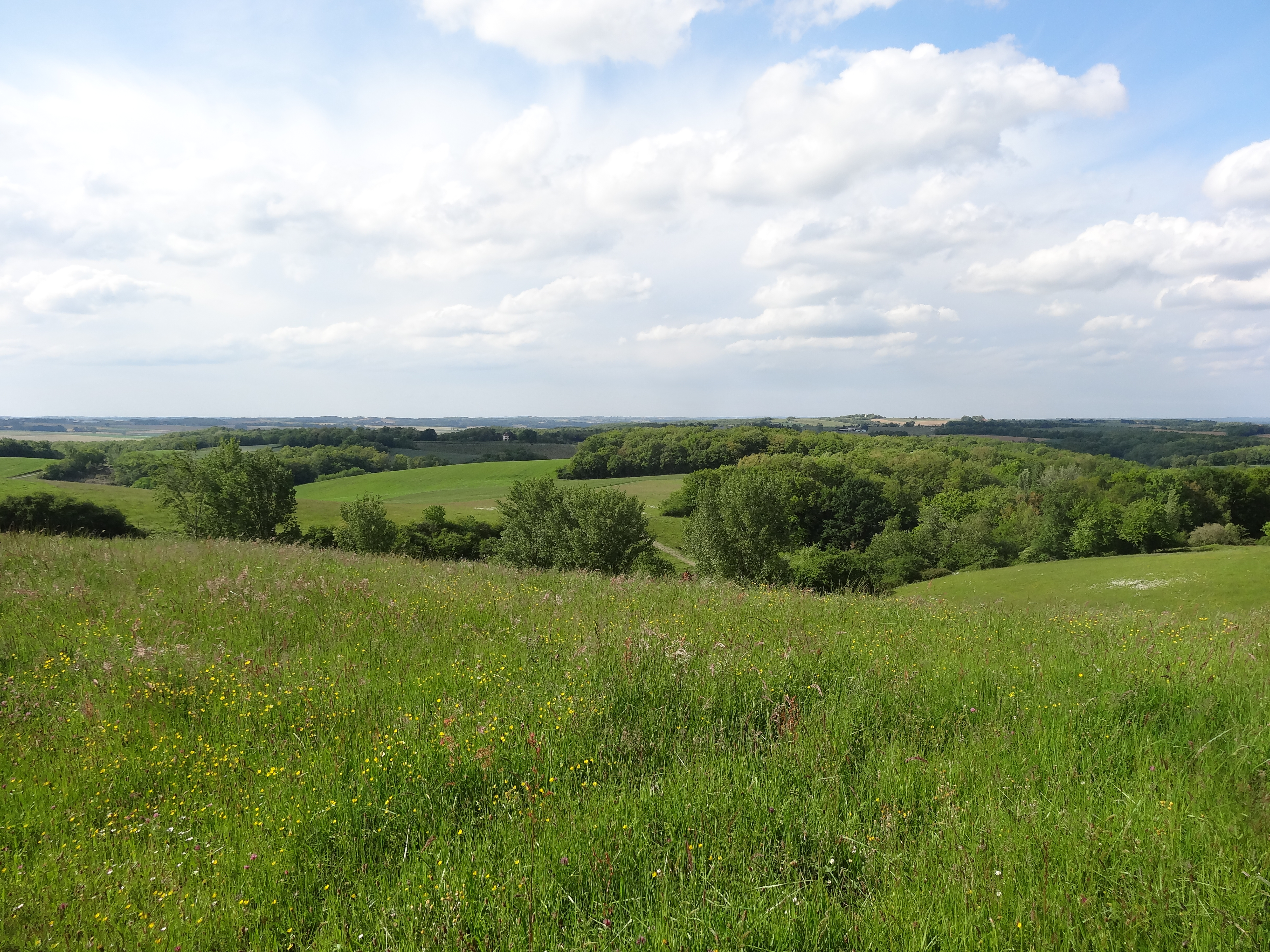
La commune (ici vue depuis ses hauteurs) s'inscrit dans un cadre rural.

### Typologie
Au 1er janvier 2024, Esclassan-Labastide est catégorisée commune rurale à habitat dispersé, selon la nouvelle grille communale de densité à sept niveaux définie par l'Insee en 2022.
Elle est située hors unité urbaine. Par ailleurs la commune fait partie de l'aire d'attraction d'Auch, dont elle est une commune de la couronne,. Cette aire, qui regroupe 112 communes, est catégorisée dans les aires de 50 000 à moins de 200 000 habitants,.

### Occupation des sols
L'occupation des sols de la commune, telle qu'elle ressort de la base de données européenne d’occupation biophysique des sols Corine Land Cover (CLC), est marquée par l'importance des territoires agricoles (90,4 % en 2018), en diminution par rapport à 1990 (92,8 %). La répartition détaillée en 2018 est la suivante : 
terres arables (49,6 %), zones agricoles hétérogènes (40,8 %), forêts (7,2 %), zones urbanisées (2,5 %). L'évolution de l’occupation des sols de la commune et de ses infrastructures peut être observée sur les différentes représentations cartographiques du territoire : la carte de Cassini (XVIIIe siècle), la carte d'état-major (1820-1866) et les cartes ou photos aériennes de l'IGN pour la période actuelle (1950 à aujourd'hui).

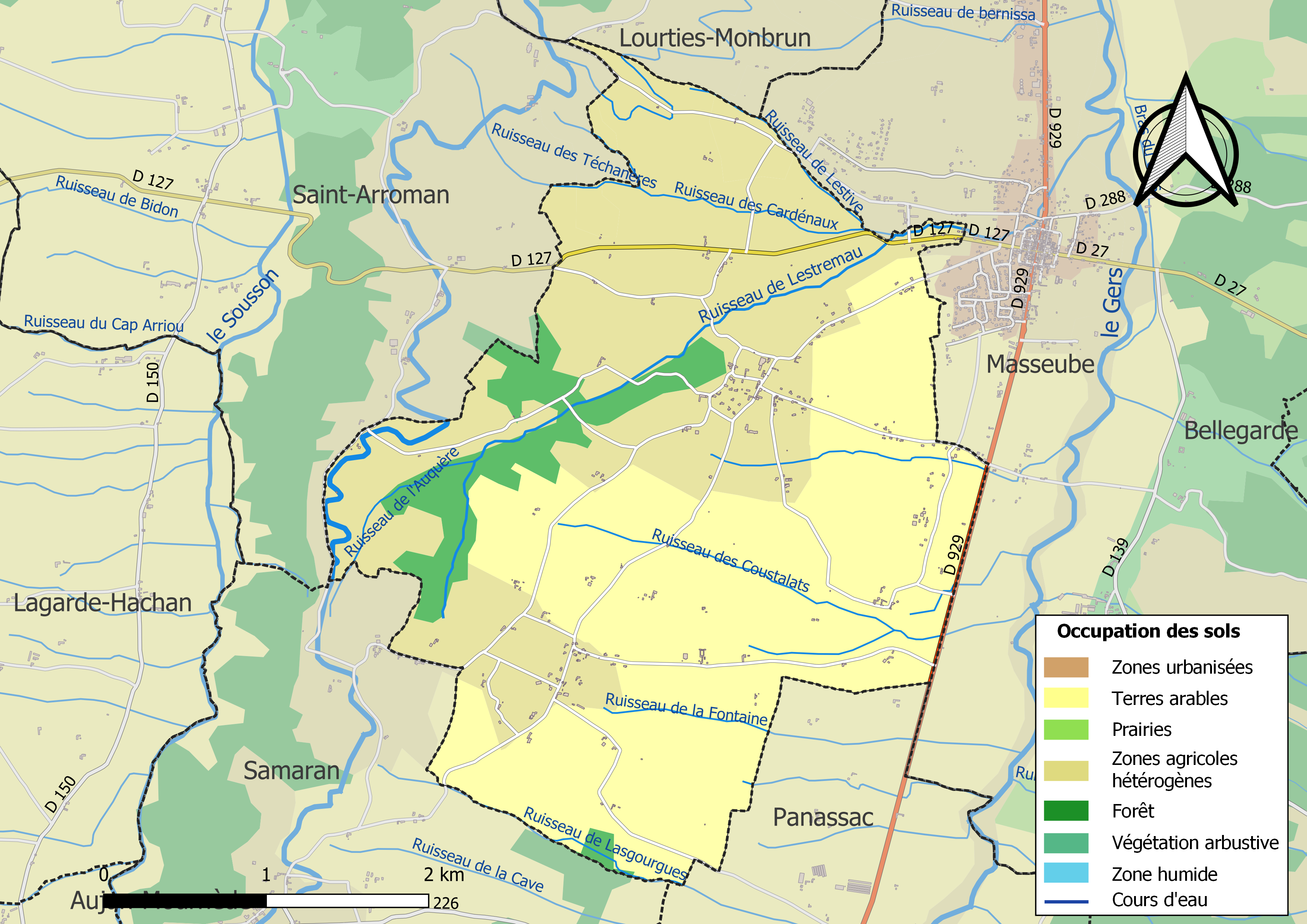
Carte des infrastructures et de l'occupation des sols de la commune en 2018 (CLC).

### Voies de communication et transports

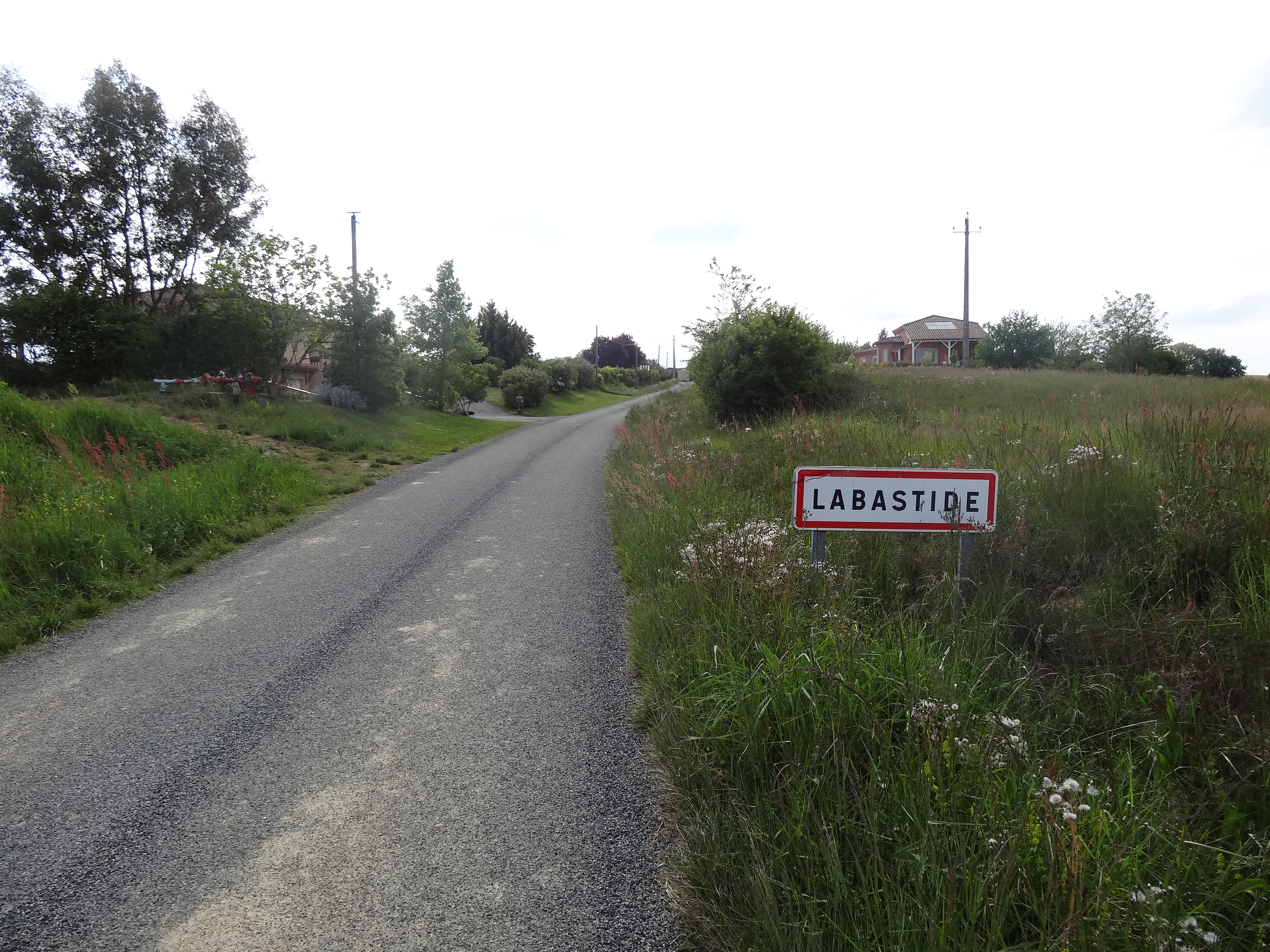
Entrée est de Labastide.

### Risques majeurs
Le territoire de la commune d'Esclassan-Labastide est vulnérable à différents aléas naturels : météorologiques (tempête, orage, neige, grand froid, canicule ou sécheresse) et séisme (sismicité faible). Un site publié par le BRGM permet d'évaluer simplement et rapidement les risques d'un bien localisé soit par son adresse soit par le numéro de sa parcelle.

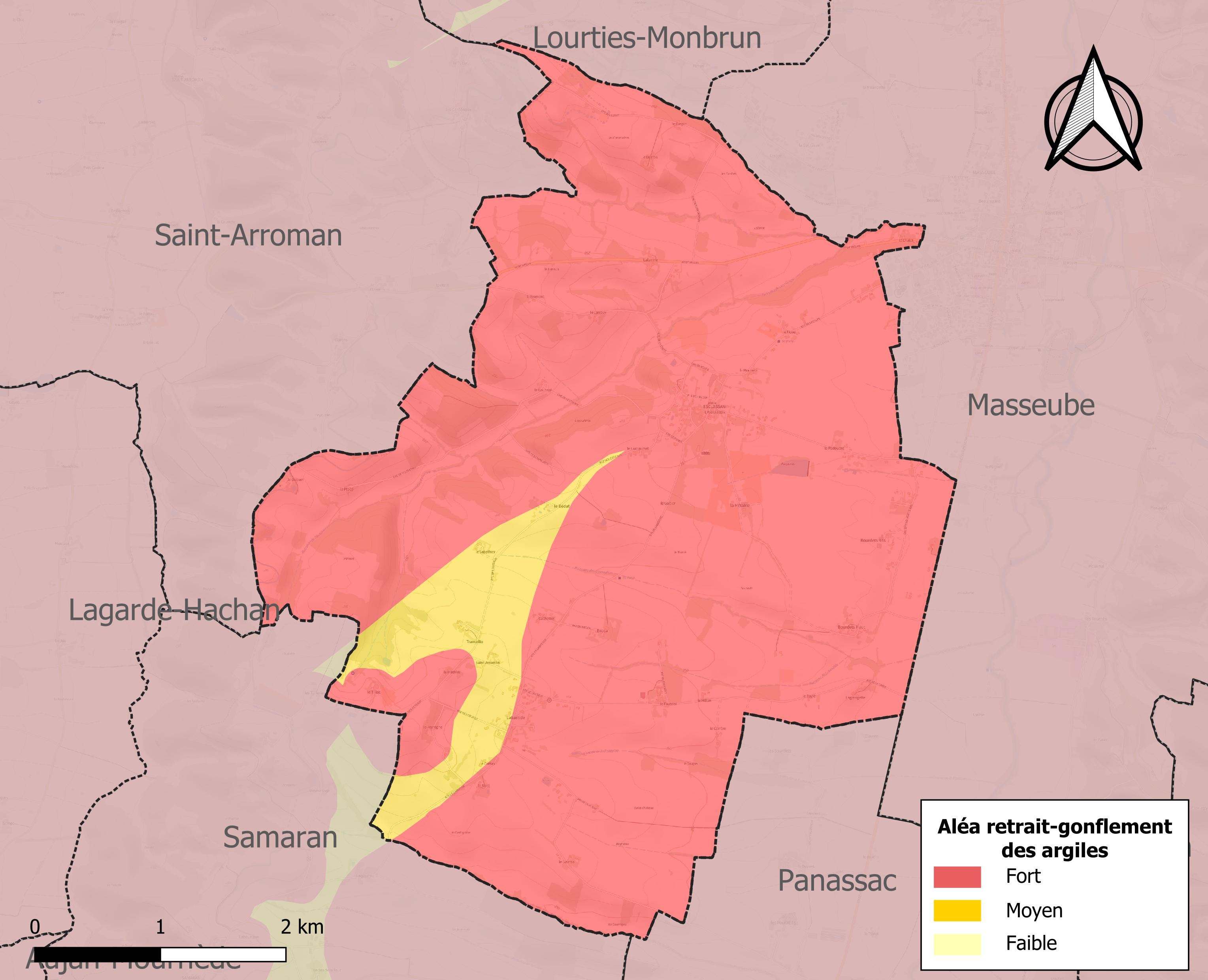
Carte des zones d'aléa retrait-gonflement des sols argileux d'Esclassan-Labastide.

Le retrait-gonflement des sols argileux est susceptible d'engendrer des dommages importants aux bâtiments en cas d’alternance de périodes de sécheresse et de pluie. La totalité de la commune est en aléa moyen ou fort (94,5 % au niveau départemental et 48,5 % au niveau national). Sur les 177 bâtiments dénombrés sur la commune en 2019, 177 sont en aléa moyen ou fort, soit 100 %, à comparer aux 93 % au niveau départemental et 54 % au niveau national. Une cartographie de l'exposition du territoire national au retrait gonflement des sols argileux est disponible sur le site du BRGM,.
Par ailleurs, afin de mieux appréhender le risque d’affaissement de terrain, l'inventaire national des cavités souterraines permet de localiser celles situées sur la commune.
La commune a été reconnue en état de catastrophe naturelle au titre des dommages causés par les inondations et coulées de boue survenues en 1992, 1999, 2003 et 2009. Concernant les mouvements de terrains, la commune a été reconnue en état de catastrophe naturelle au titre des dommages causés par la sécheresse en 1989, 1993 et 2016 et par des mouvements de terrain en 1999.

### Liste des maires

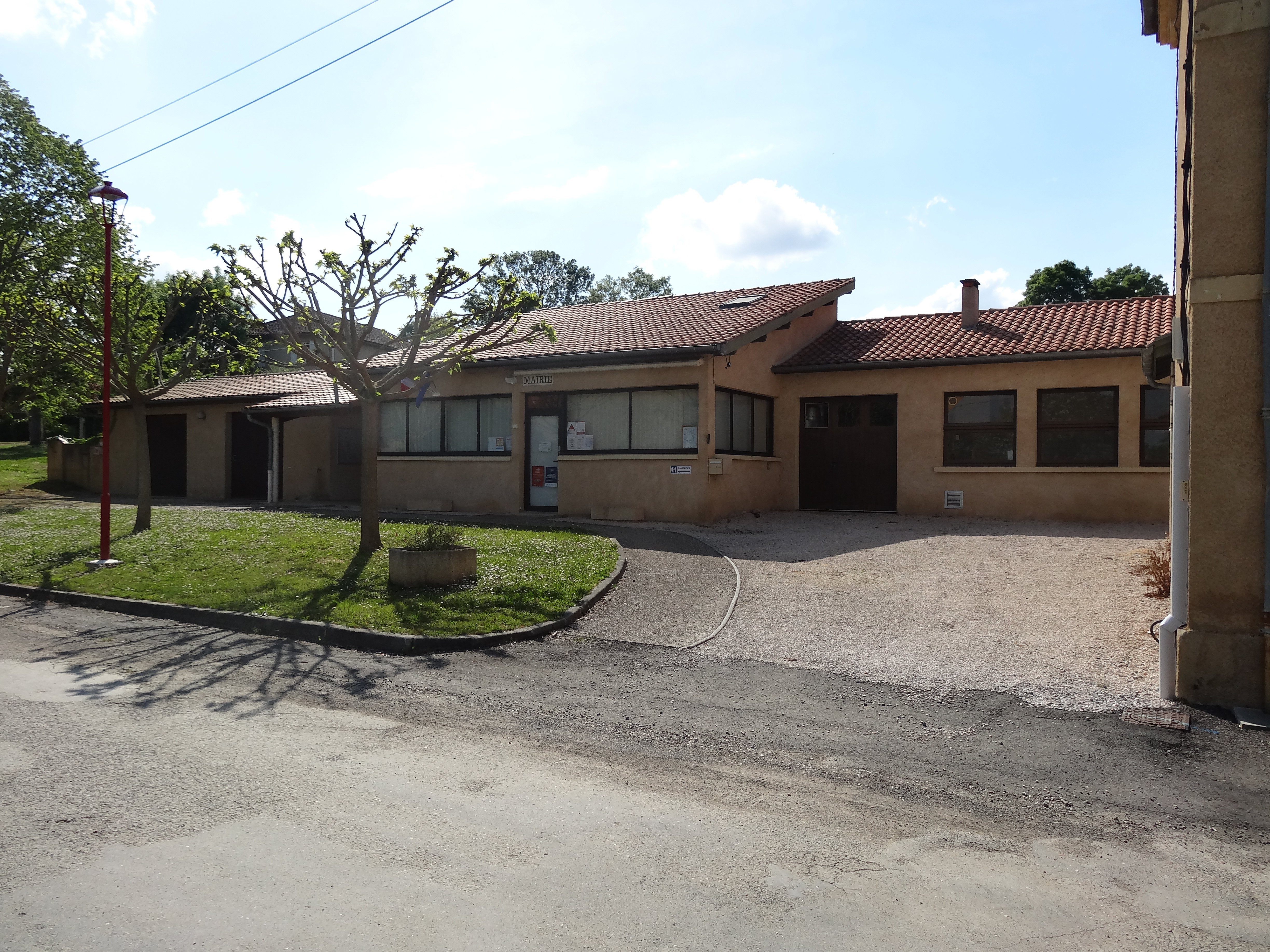
La mairie à Esclassan.

## Population et société

### Démographie
L'évolution du nombre d'habitants est connue à travers les recensements de la population effectués dans la commune depuis 1793. Pour les communes de moins de 10 000 habitants, une enquête de recensement portant sur toute la population est réalisée tous les cinq ans, les populations de référence des années intermédiaires étant quant à elles estimées par interpolation ou extrapolation. Pour la commune, le premier recensement exhaustif entrant dans le cadre du nouveau dispositif a été réalisé en 2004.

En 2022, la commune comptait 345 habitants, en évolution de −5,22 % par rapport à 2016 (Gers : +1,04 %, France hors Mayotte : +2,11 %).
| 1793 | 1800 | 1806 | 1821 | 1831 | 1841 | 1846 | 1851 | 1856 |
| ---- | ---- | ---- | ---- | ---- | ---- | ---- | ---- | ---- |
| 254  | 245  | 264  | 282  | 526  | 562  | 601  | 538  | 509  |

| 1861 | 1866 | 1872 | 1876 | 1881 | 1886 | 1891 | 1896 | 1901 |
| ---- | ---- | ---- | ---- | ---- | ---- | ---- | ---- | ---- |
| 503  | 502  | 499  | 499  | 474  | 491  | 436  | 425  | 409  |

| 1906 | 1911 | 1921 | 1926 | 1931 | 1936 | 1946 | 1954 | 1962 |
| ---- | ---- | ---- | ---- | ---- | ---- | ---- | ---- | ---- |
| 359  | 367  | 335  | 316  | 283  | 280  | 253  | 245  | 237  |

| 1968 | 1975 | 1982 | 1990 | 1999 | 2004 | 2006 | 2009 | 2014 |
| ---- | ---- | ---- | ---- | ---- | ---- | ---- | ---- | ---- |
| 220  | 199  | 207  | 211  | 284  | 325  | 336  | 347  | 358  |

| 2019 | 2022 | - | - | - | - | - | - | - |
| ---- | ---- | - | - | - | - | - | - | - |
| 345  | 345  | - | - | - | - | - | - | - |

### Enseignement
Esclassan-Labastide fait partie de l'académie de Toulouse.

### Sports

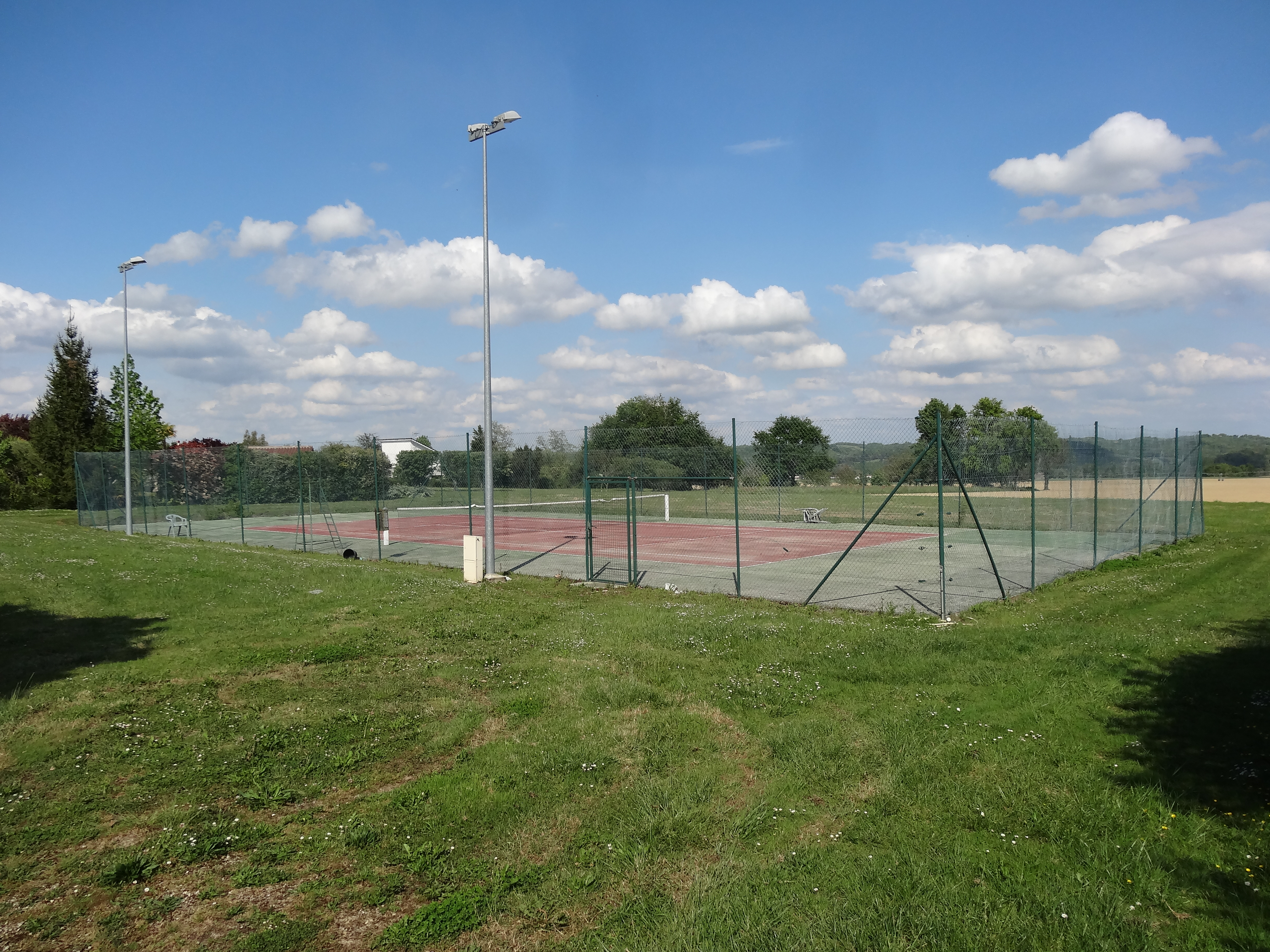
Court de tennis.

## Économie

### Revenus
En 2018  (données Insee publiées en septembre 2021), la commune compte 136 ménages fiscaux, regroupant 306 personnes. La médiane du revenu disponible par unité de consommation est de 20 220 € (20 820 € dans le département).

### Emploi
|                | 2008  | 2013  | 2018  |
| -------------- | ----- | ----- | ----- |
| Commune        | 4,3 % | 3,3 % | 6,2 % |
| Département    | 6,1 % | 7,5 % | 8,2 % |
| France entière | 8,3 % | 10 %  | 10 %  |

En 2018, la population âgée de 15 à 64 ans s'élève à 198 personnes, parmi lesquelles on compte 75,3 % d'actifs (69,1 % ayant un emploi et 6,2 % de chômeurs) et 24,7 % d'inactifs,. Depuis 2008, le taux de chômage communal (au sens du recensement) des 15-64 ans est inférieur à celui de la France et du département.
La commune fait partie de la couronne de l'aire d'attraction d'Auch, du fait qu'au moins 15 % des actifs travaillent dans le pôle,. Elle compte 21 emplois en 2018, contre 35 en 2013 et 29 en 2008. Le nombre d'actifs ayant un emploi résidant dans la commune est de 139, soit un indicateur de concentration d'emploi de 15,4 % et un taux d'activité parmi les 15 ans ou plus de 50,7 %.
Sur ces 139 actifs de 15 ans ou plus ayant un emploi, 18 travaillent dans la commune, soit 13 % des habitants. Pour se rendre au travail, 94,1 % des habitants utilisent un véhicule personnel ou de fonction à quatre roues, 0,7 % les transports en commun, 1,5 % s'y rendent en deux-roues, à vélo ou à pied et 3,7 % n'ont pas besoin de transport (travail au domicile).

### Activités hors agriculture
19 établissements sont implantés  à Esclassan-Labastide au 31 décembre 2019.
Le secteur de la construction est prépondérant sur la commune puisqu'il représente 26,3 % du nombre total d'établissements de la commune (5 sur les 19 entreprises implantées  à Esclassan-Labastide), contre 14,6 % au niveau départemental.

### Agriculture
La commune est dans l'Astarac, une petite région agricole englobant tout le Sud du départementle centre-nord du département du Gers, un quart de sa superficie, et correspond au pied de lʼéventail gascon. En 2020, l'orientation technico-économique de l'agriculture  sur la commune est la polyculture et/ou le polyélevage.
|               | 1988 | 2000 | 2010 | 2020 |
| ------------- | ---- | ---- | ---- | ---- |
| Exploitations | 26   | 19   | 13   | 12   |
| SAU (ha)      | 730  | 684  | 666  | 603  |

Le nombre d'exploitations agricoles en activité et ayant leur siège dans la commune est passé de 26 lors du recensement agricole de 1988  à 19 en 2000 puis à 13 en 2010 et enfin à 12 en 2020, soit une baisse de 54 % en 32 ans. Le même mouvement est observé à l'échelle du département qui a perdu pendant cette période 51 % de ses exploitations,. La surface agricole utilisée sur la commune a également diminué, passant de 730 ha en 1988 à 603 ha en 2020. Parallèlement la surface agricole utilisée moyenne par exploitation a augmenté, passant de 28 à 50 ha.

## Culture locale et patrimoine

### Lieux et monuments
- Église de la Nativité-de-la-Vierge de Labastide avec clocher-mur. L'église date du XVe siècle, elle a été restaurée en 2000[31].

L'église de la Nativité-de-la-Vierge de Labastide
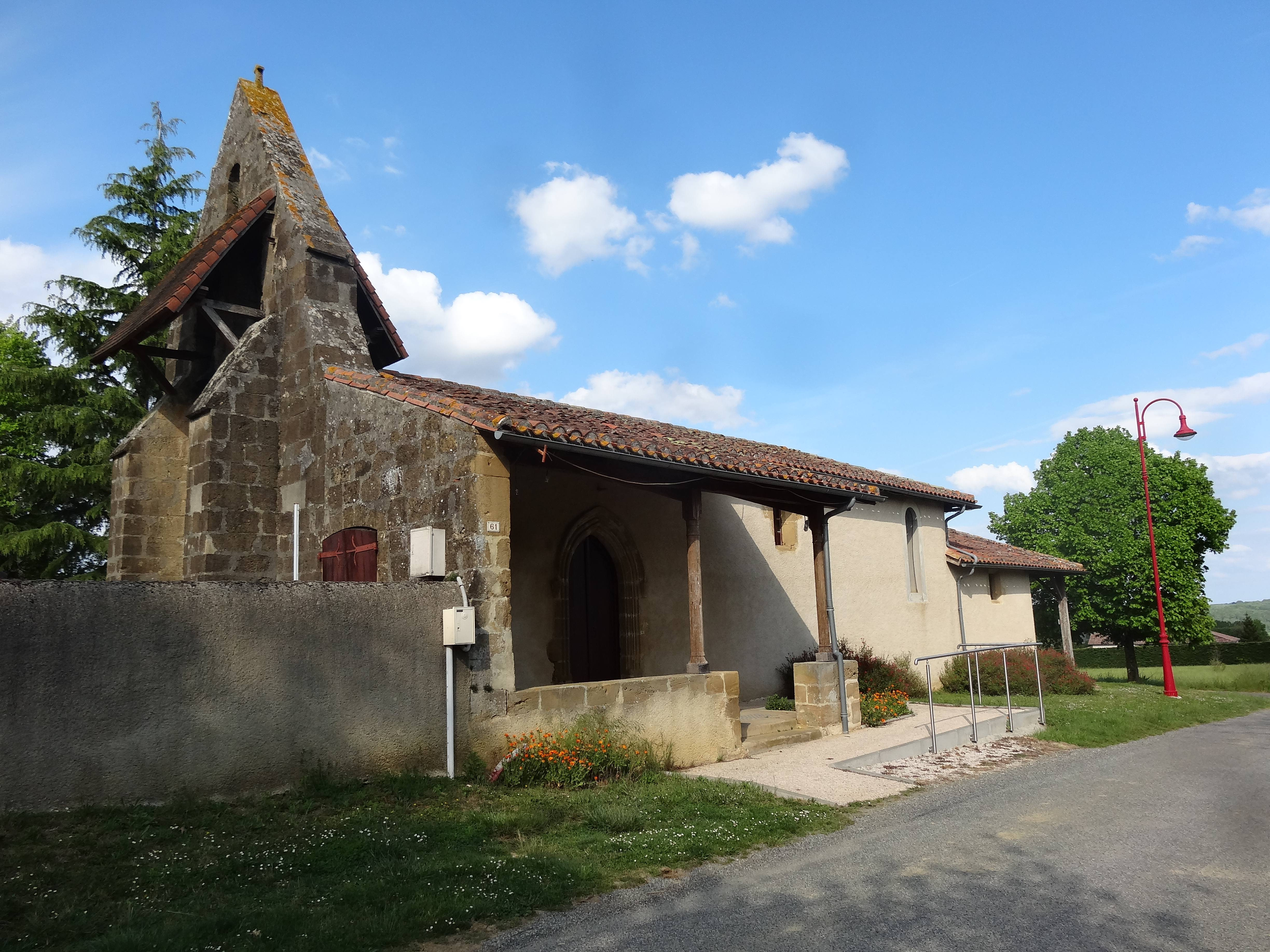
L’église.
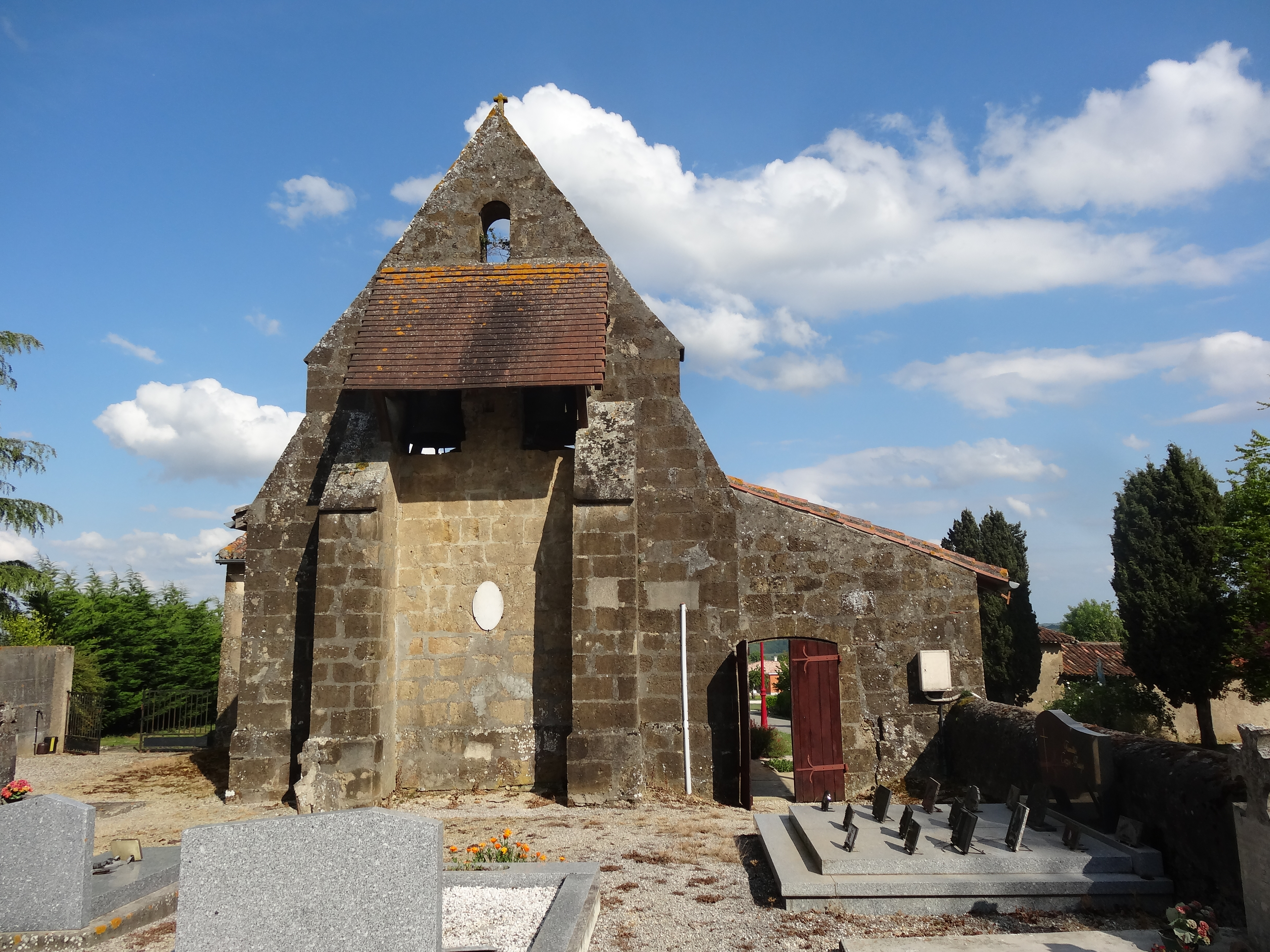
Le clocher-mur et le cimetière adjacent.
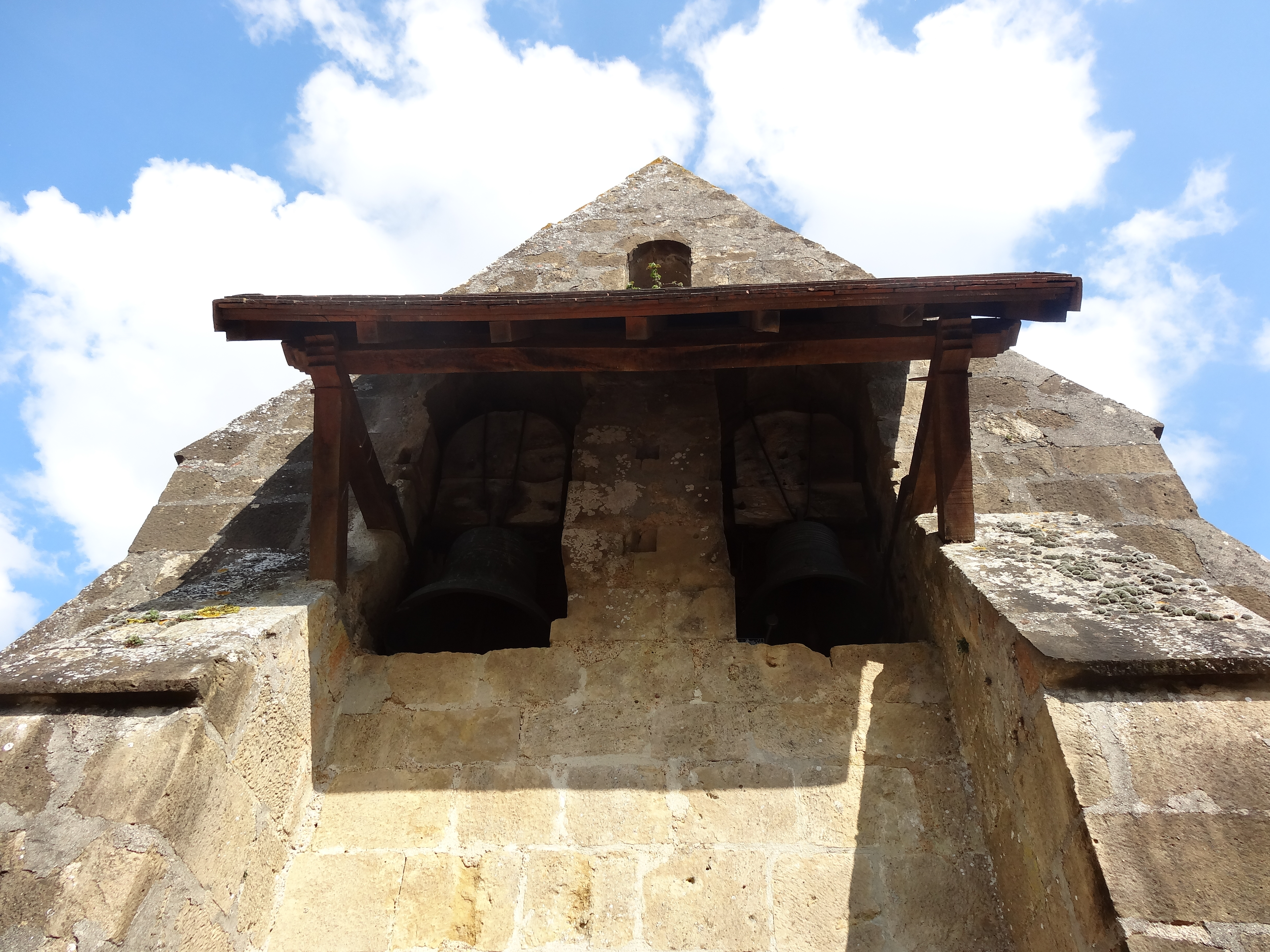
Les deux cloches.
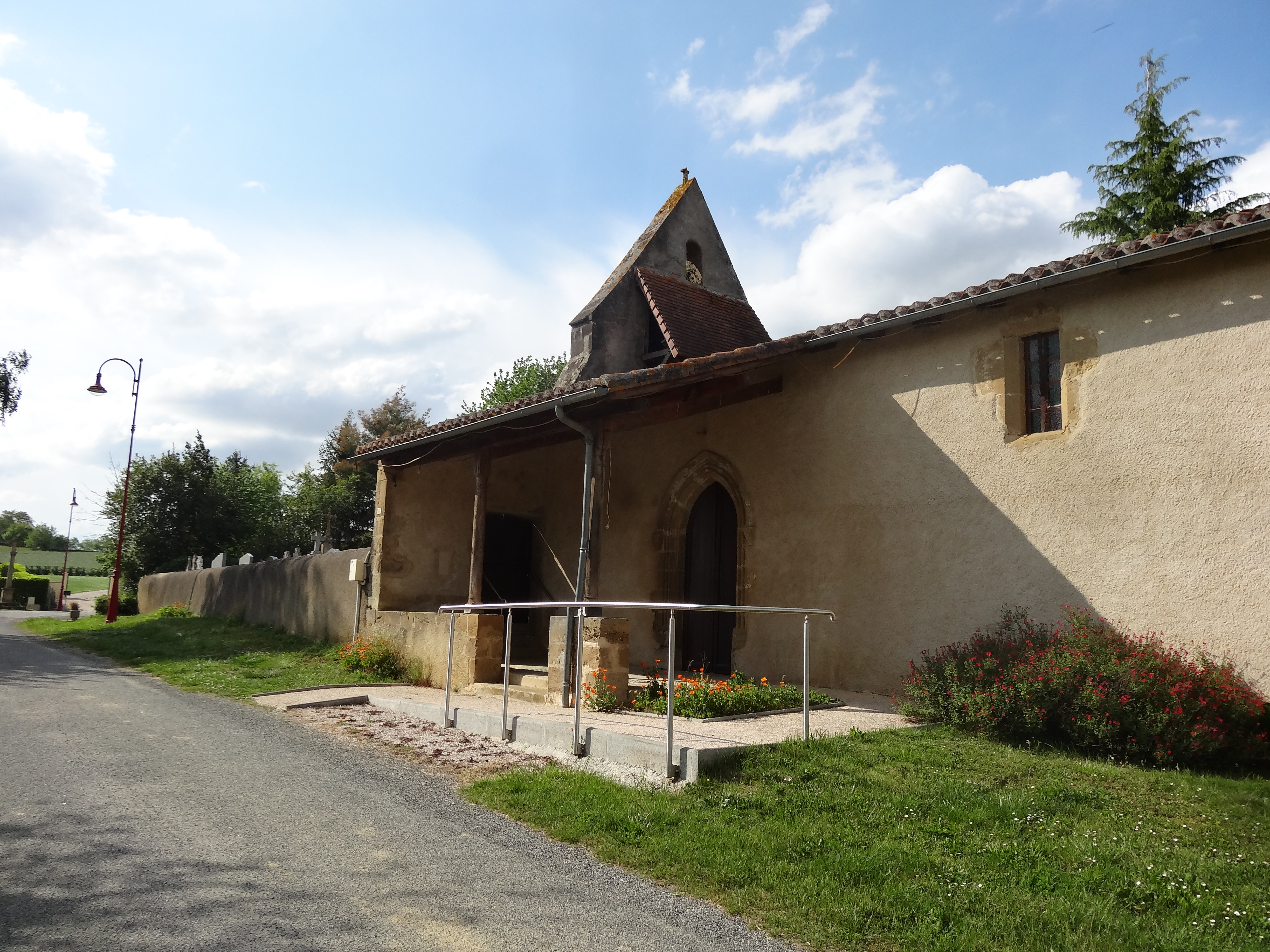
L’église et son emban.
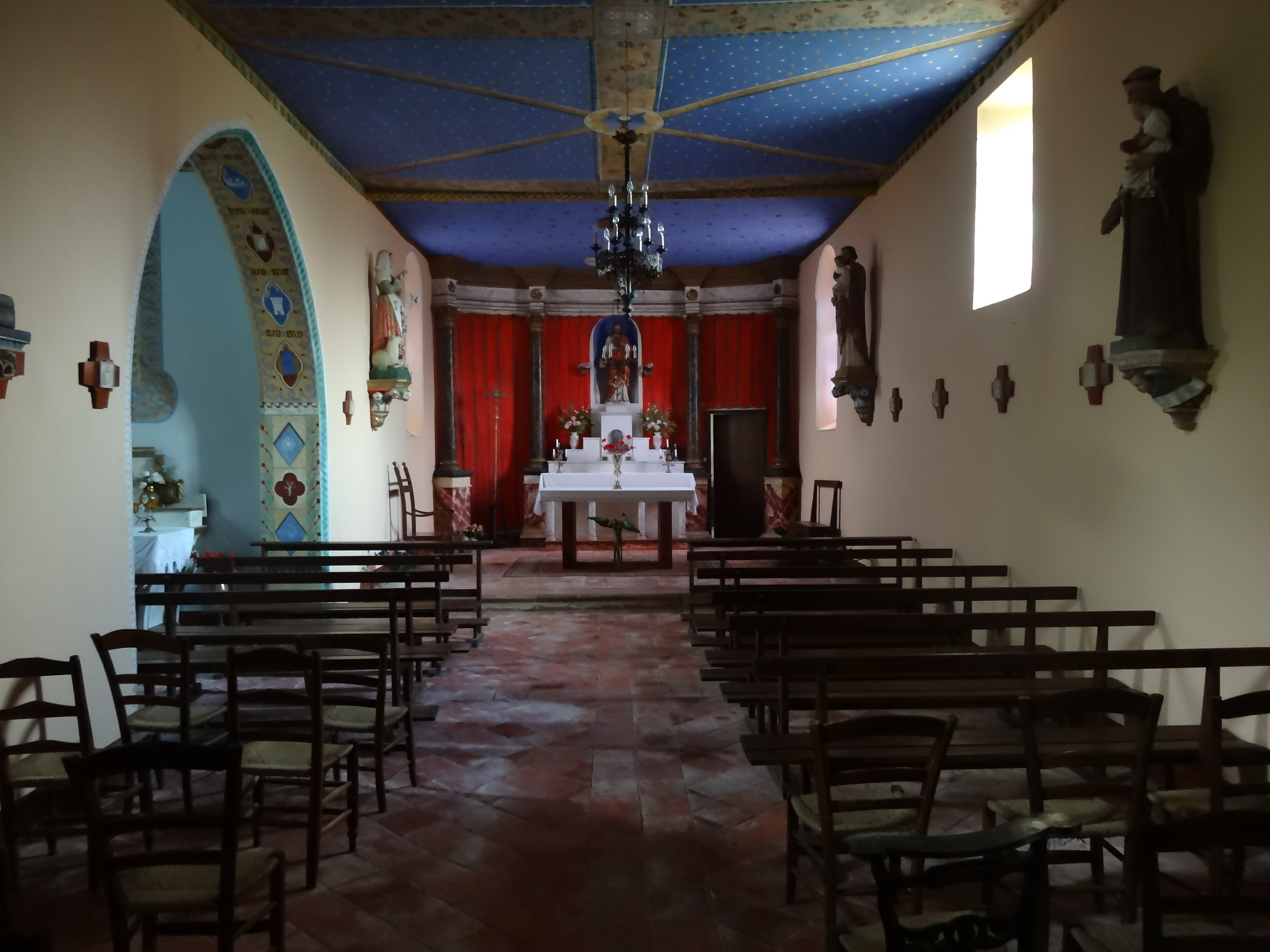
La nef.
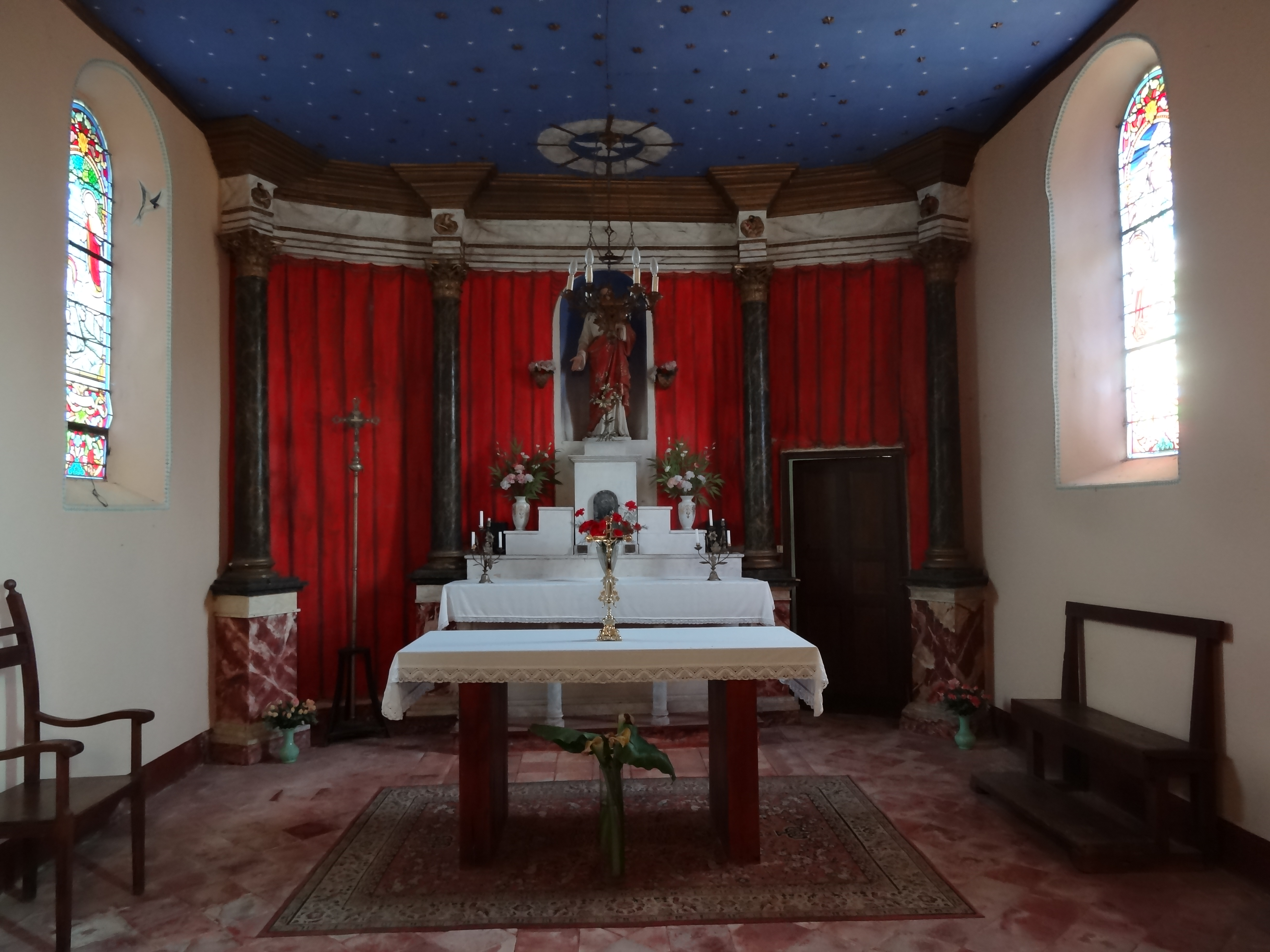
Le chœur.
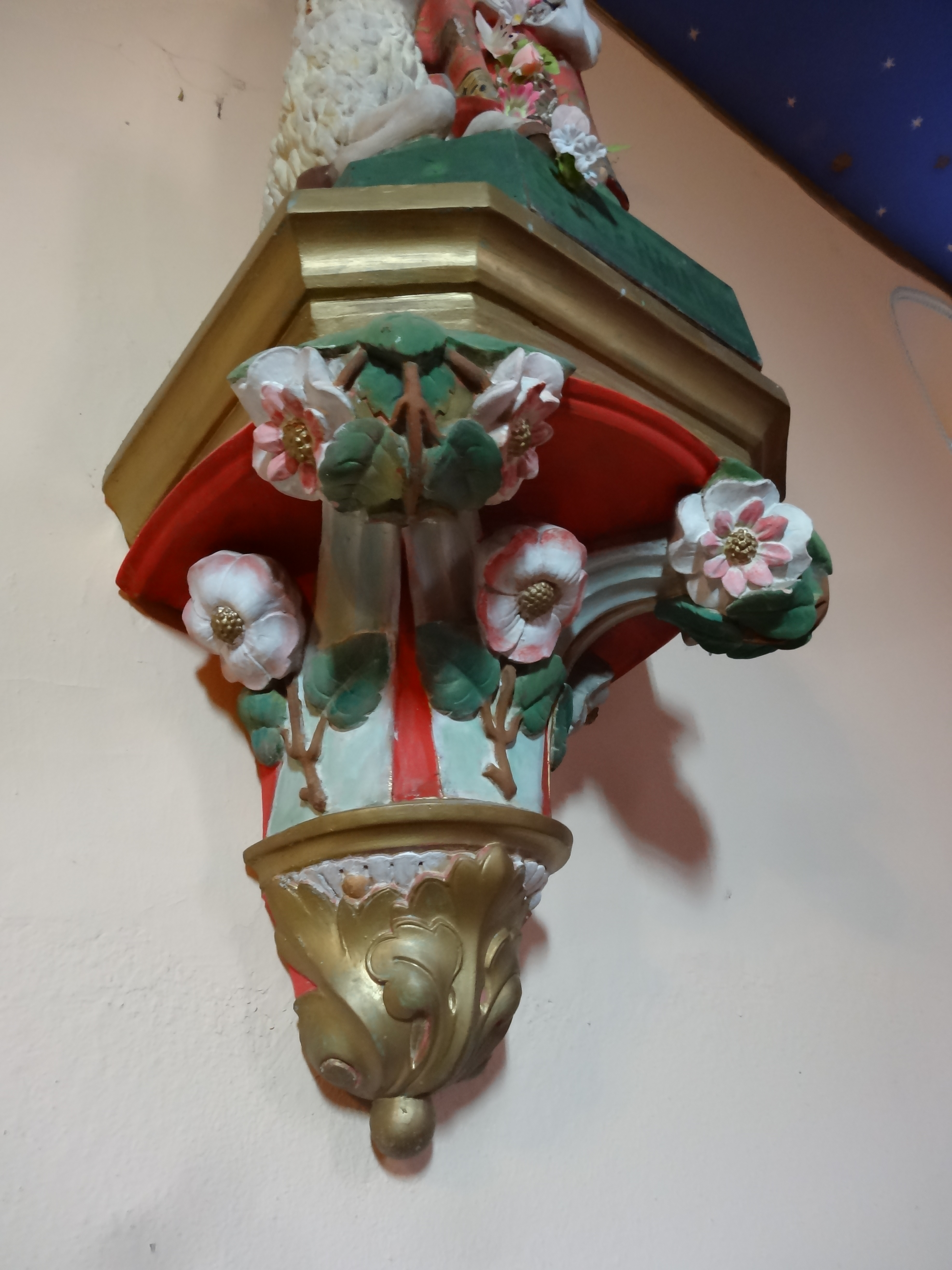
Chapiteau polychrome.
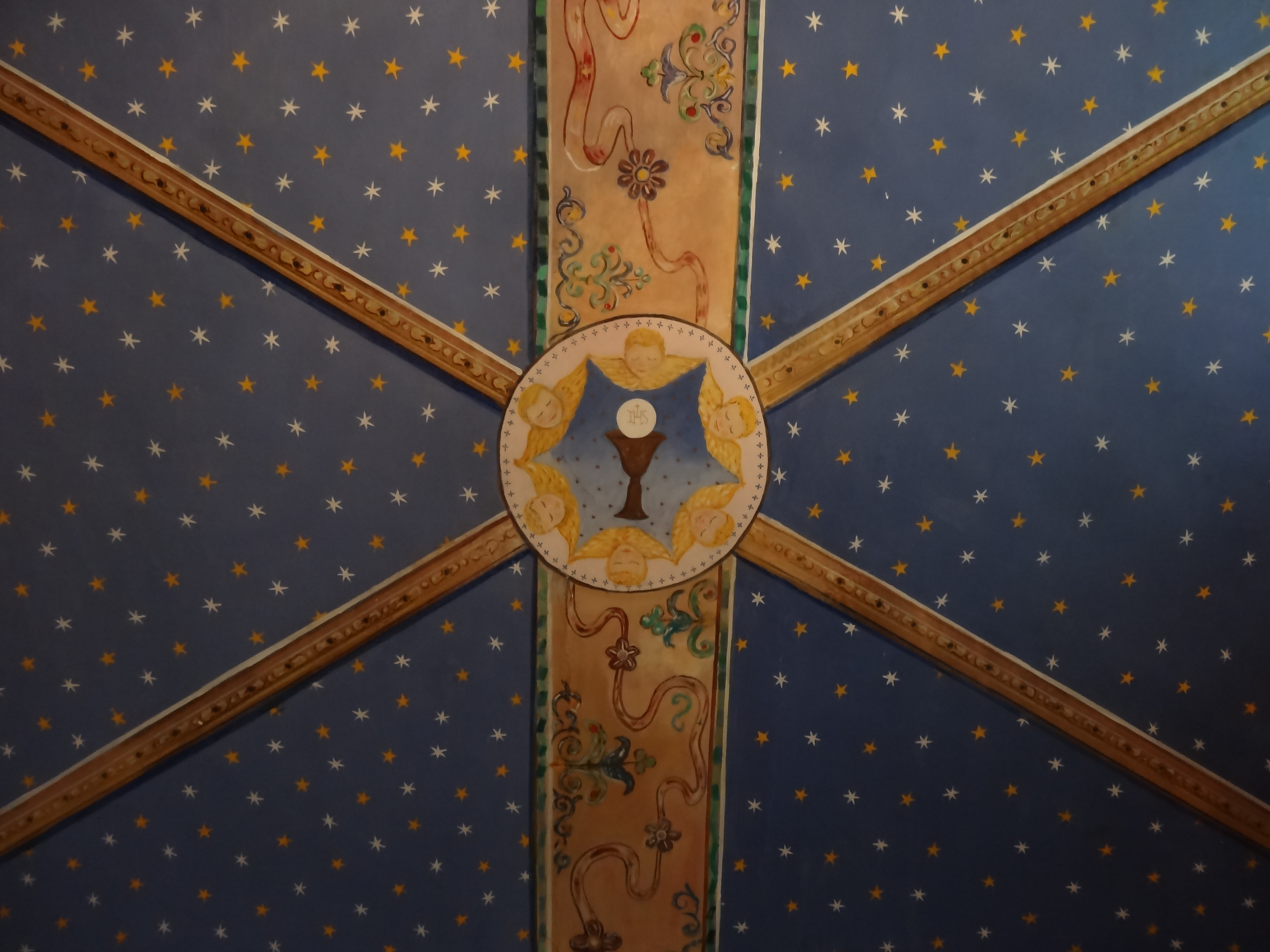
Plafond peint.
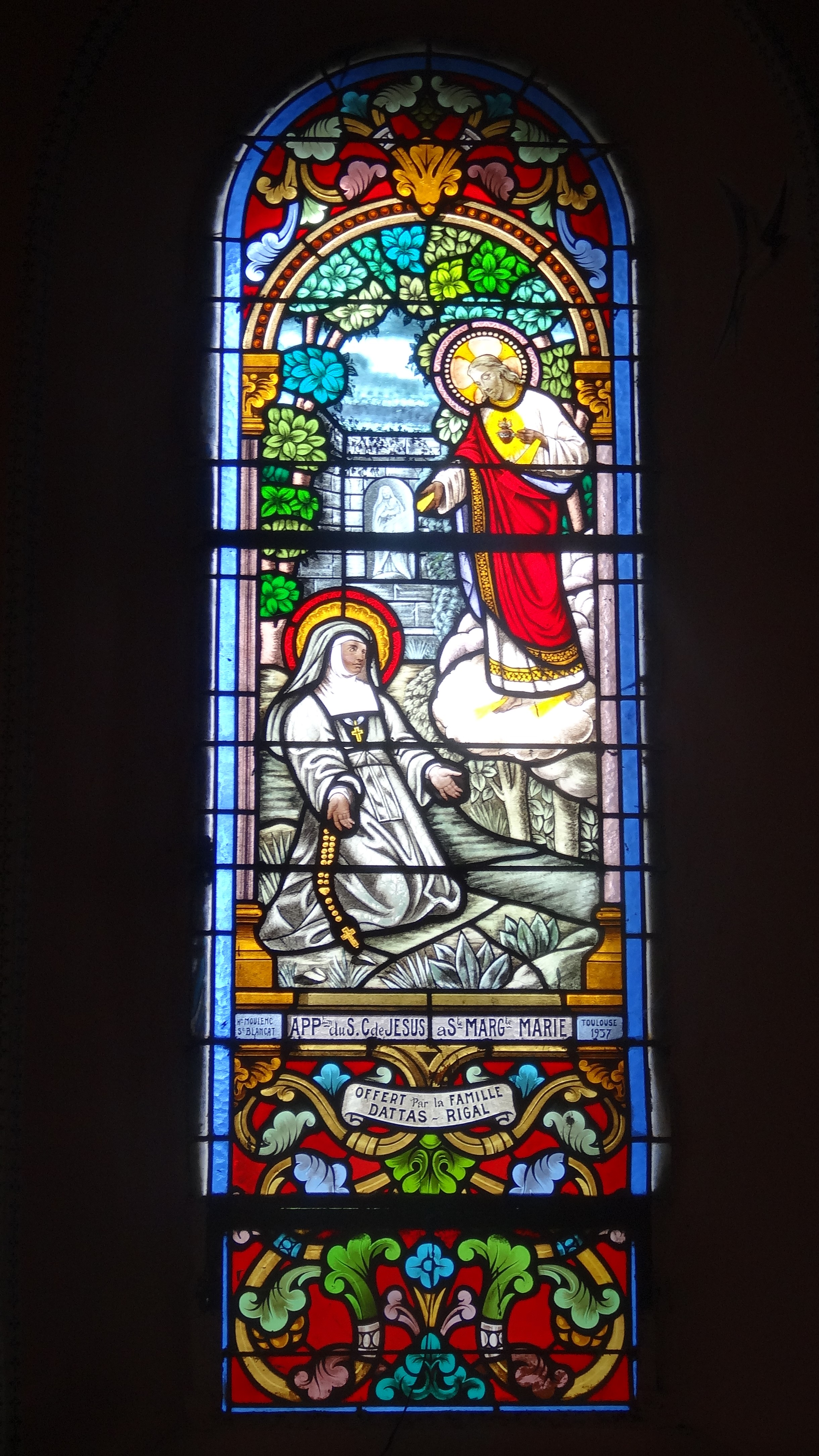
Vitrail.
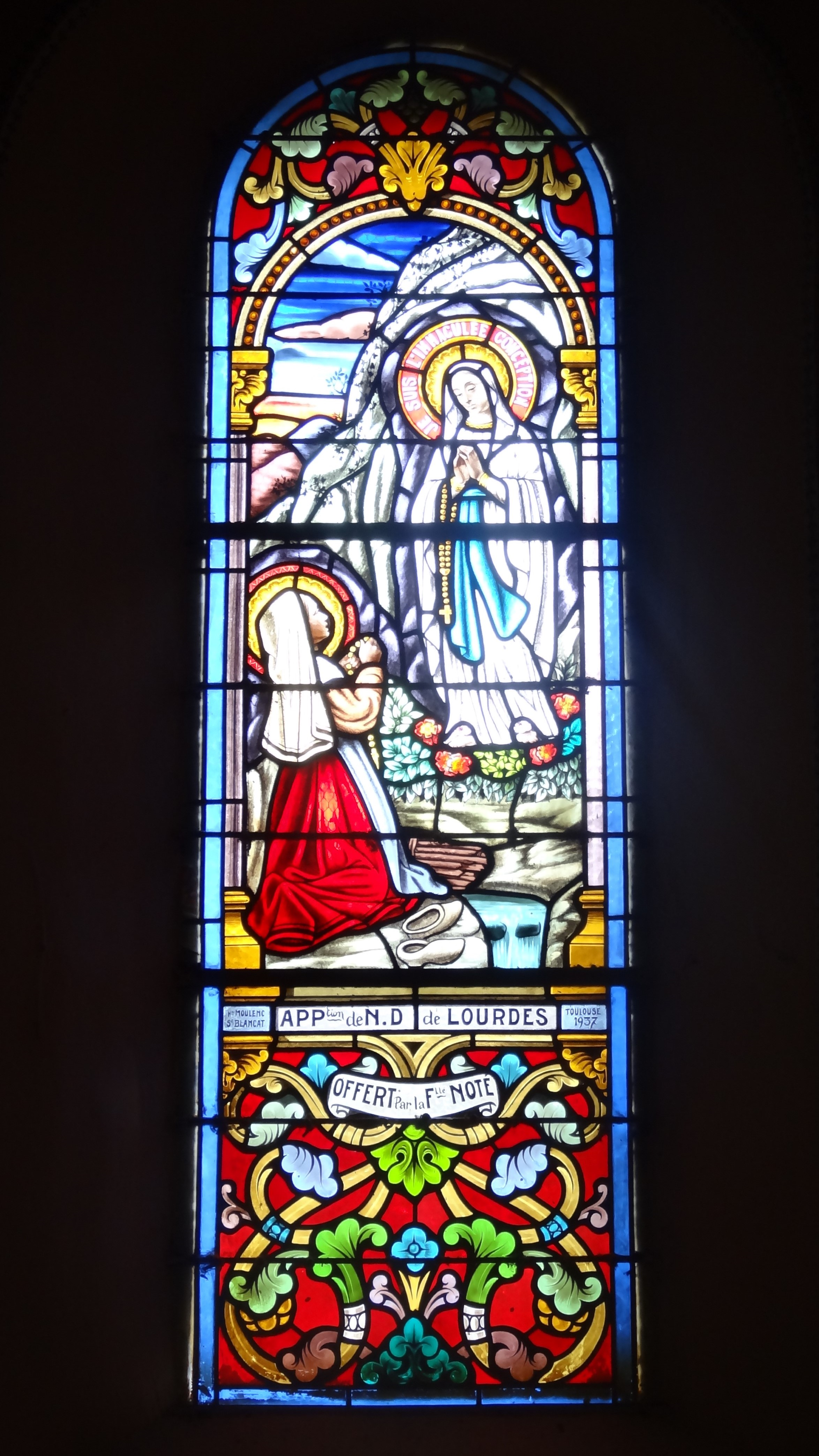
Vitrail.

- Église Saint-Pierre d'Esclassan avec clocher-mur. L'église date du XVe siècle, et elle a aussi été restaurée récemment[31].

L'église Saint-Pierre d'Esclassan
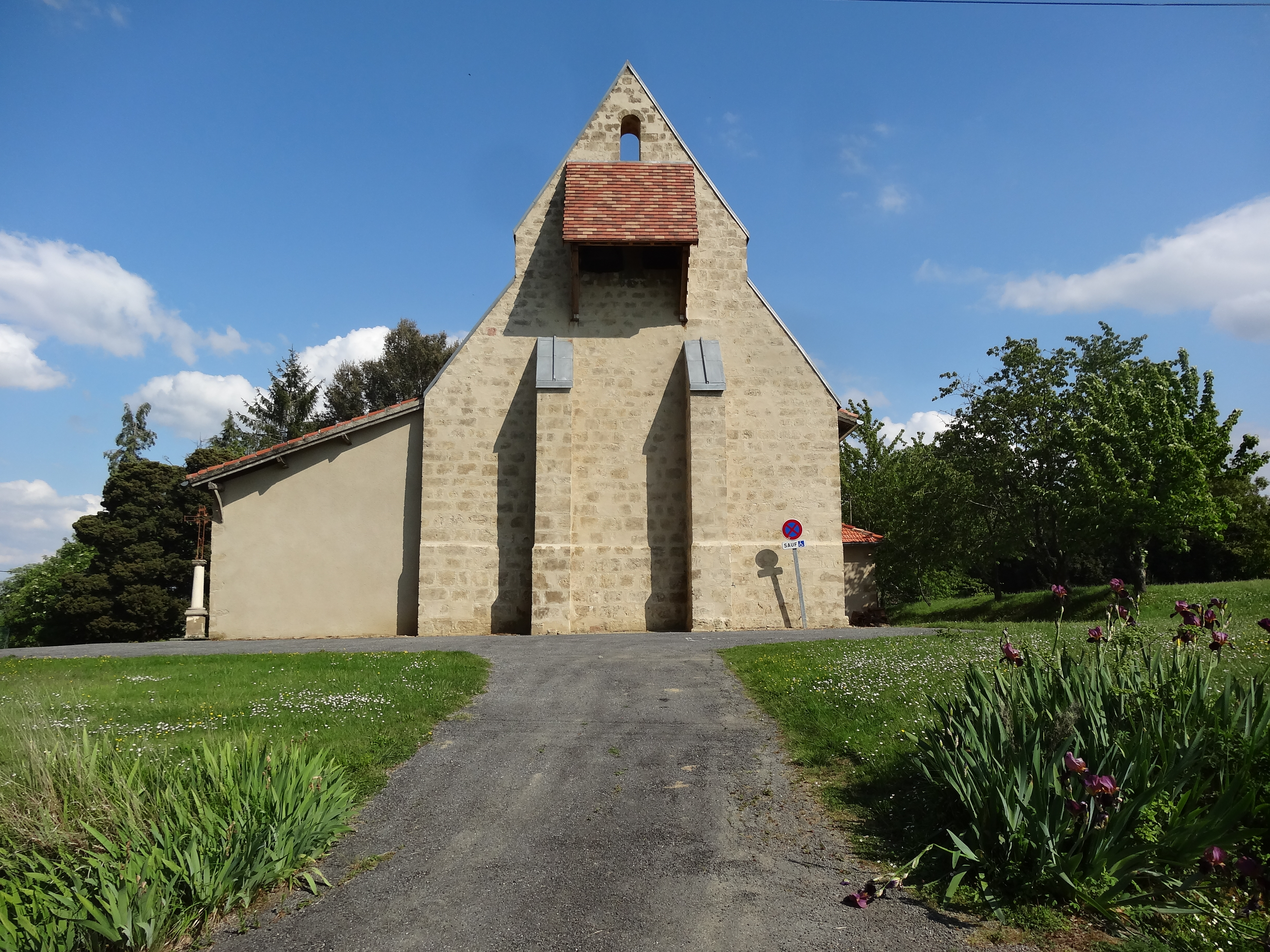
L’église et son clocher-mur.
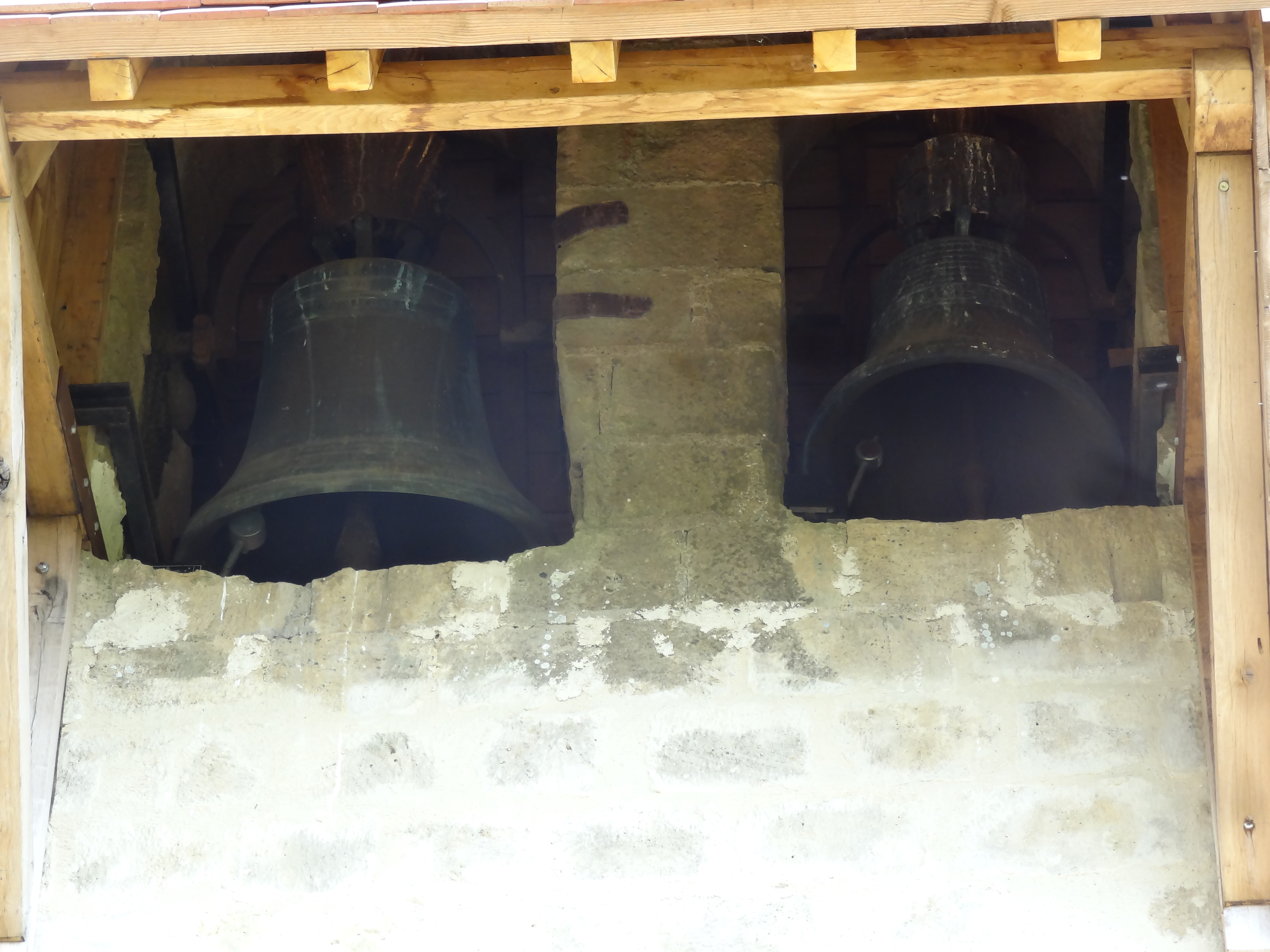
Les deux cloches.

- Motte castrale du Plech. Ouvrage de terre dominant le Sousson, emplacement du château primitif d'Esclassan[32], dont rien n'est visible aujourd'hui en élévation.
- Château d'Esclassan. Grand bâtiment rectangulaire d'architecture néoclassique (fin XVIIIe-début XIXe siècle) construit pour Pierre Batbie, chanoine et grand vicaire de Tarbes[33]. Propriété privée, ne se visite pas.

Autres lieux et monuments
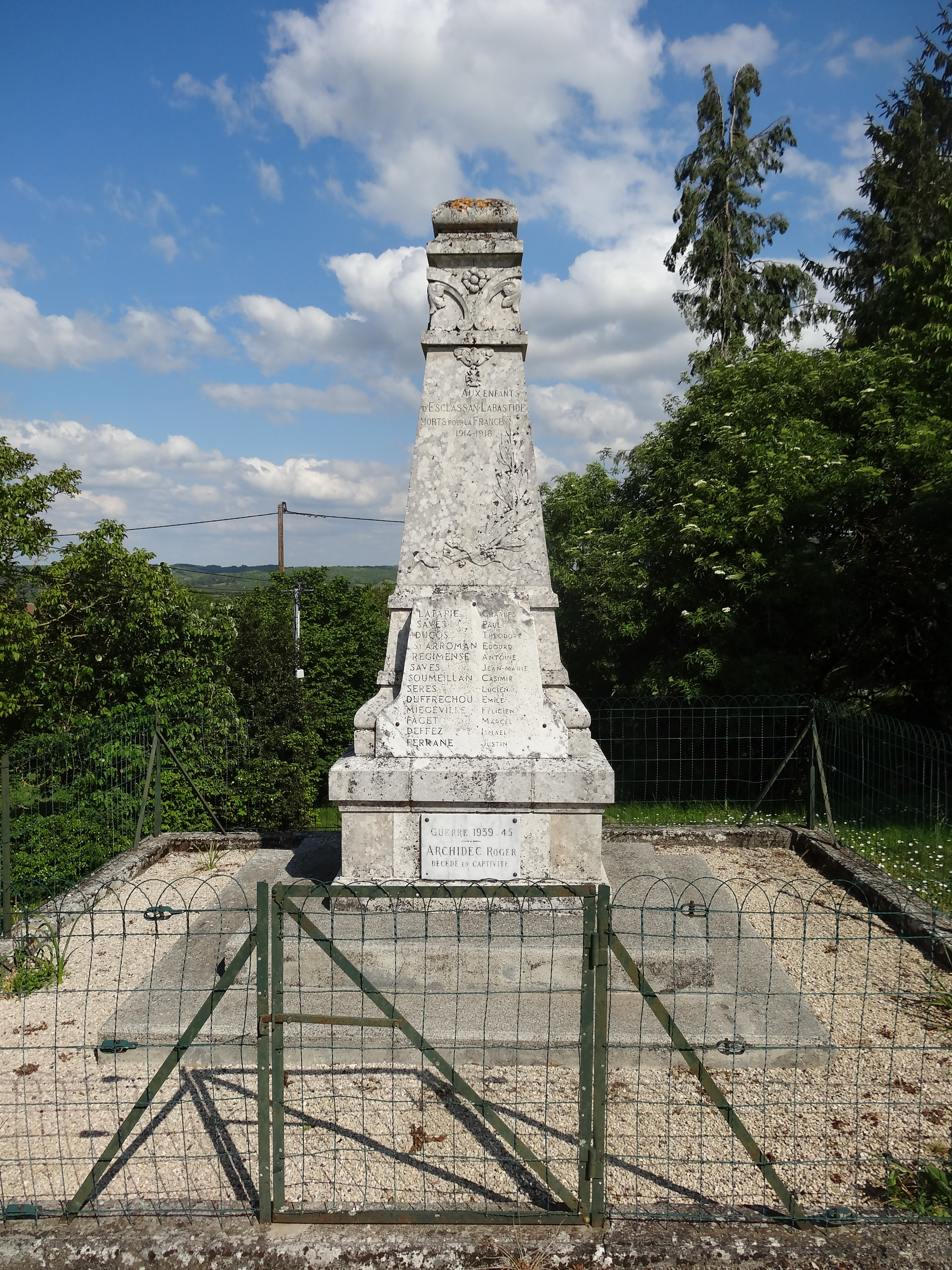
Le monument aux morts.
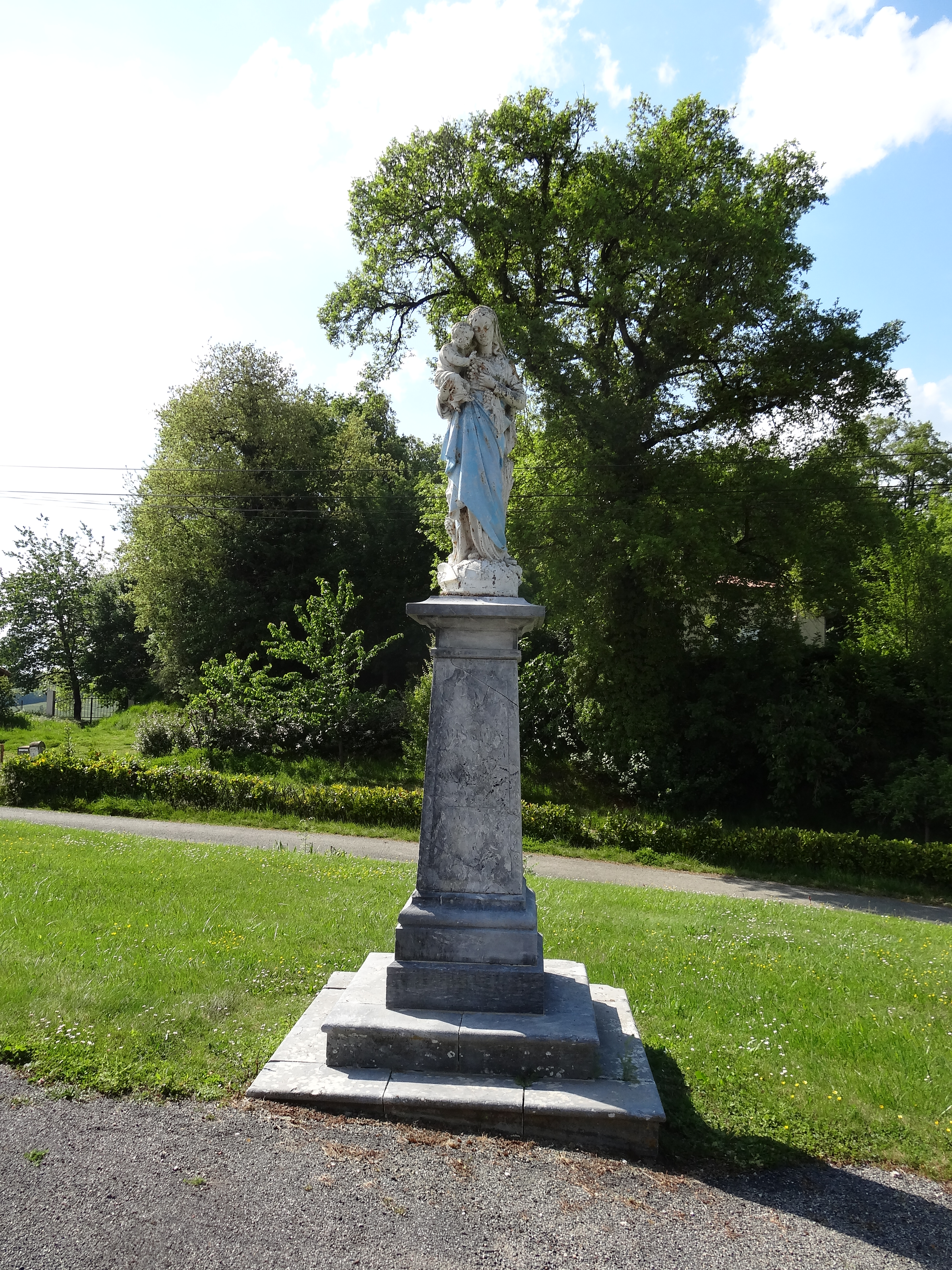
Statue de la Vierge à l'Enfant à Esclassan.
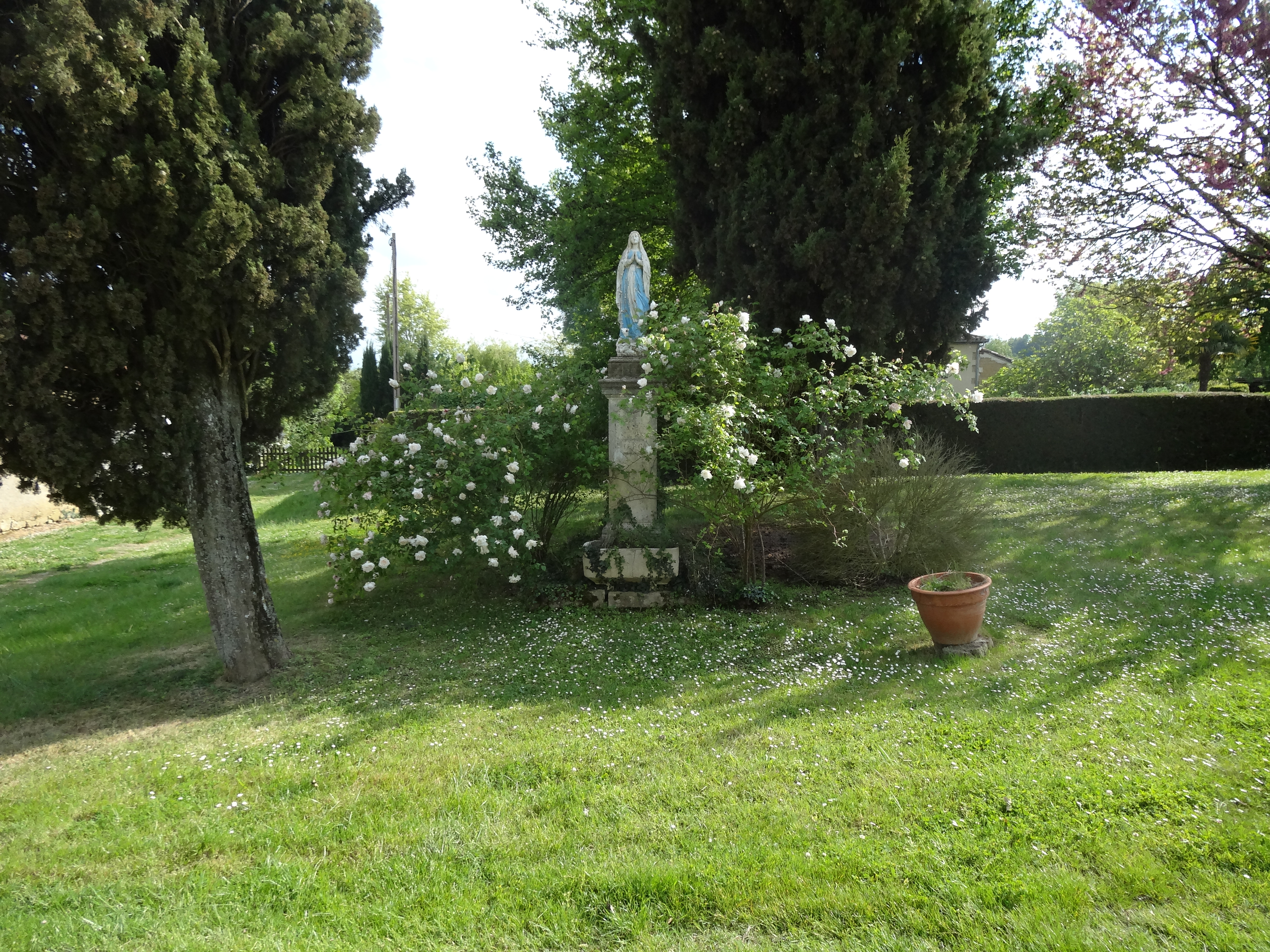
Statue de la Vierge à l'Enfant à Labastide.
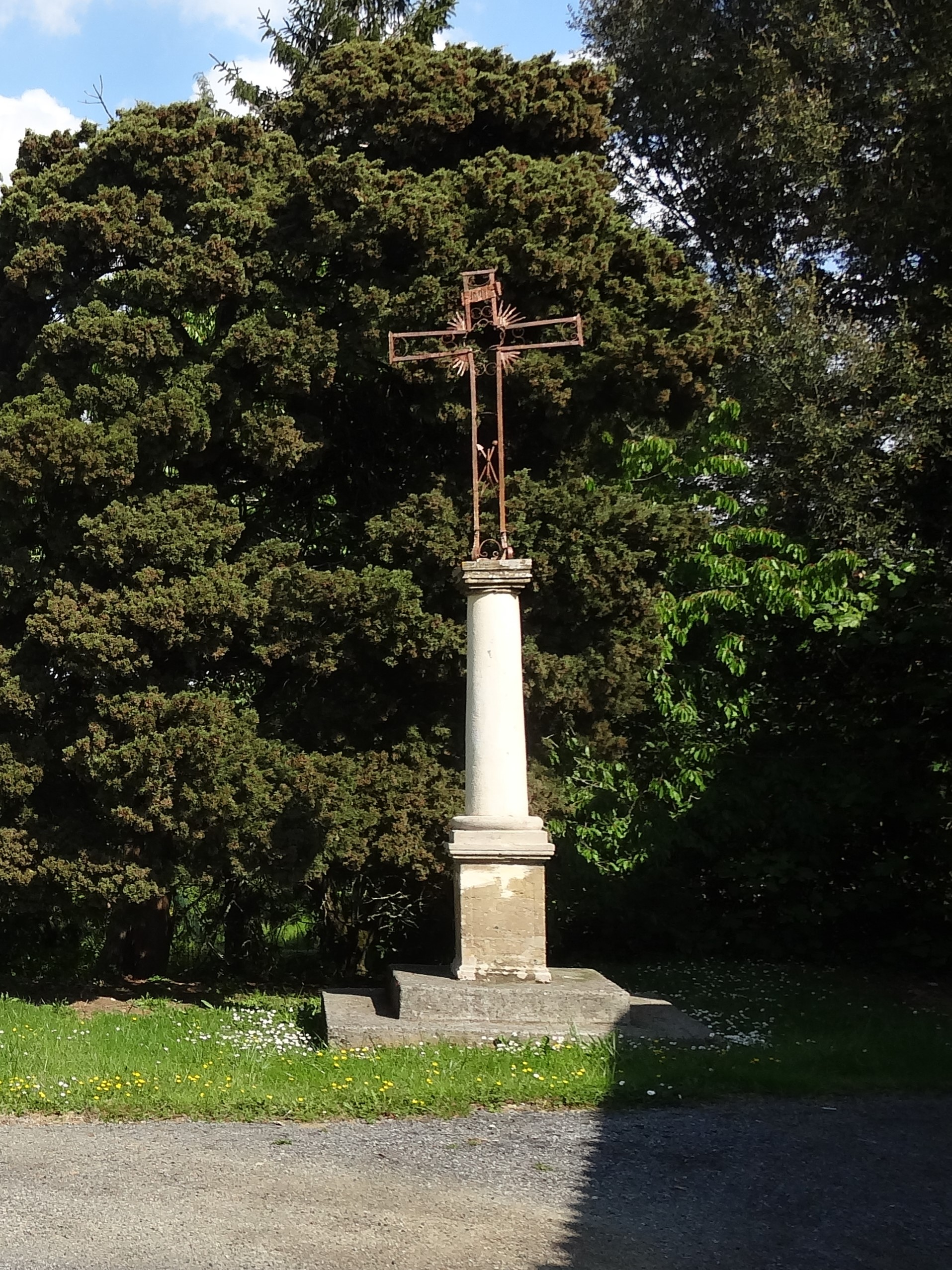
Croix à côté de l’église d'Esclassan.
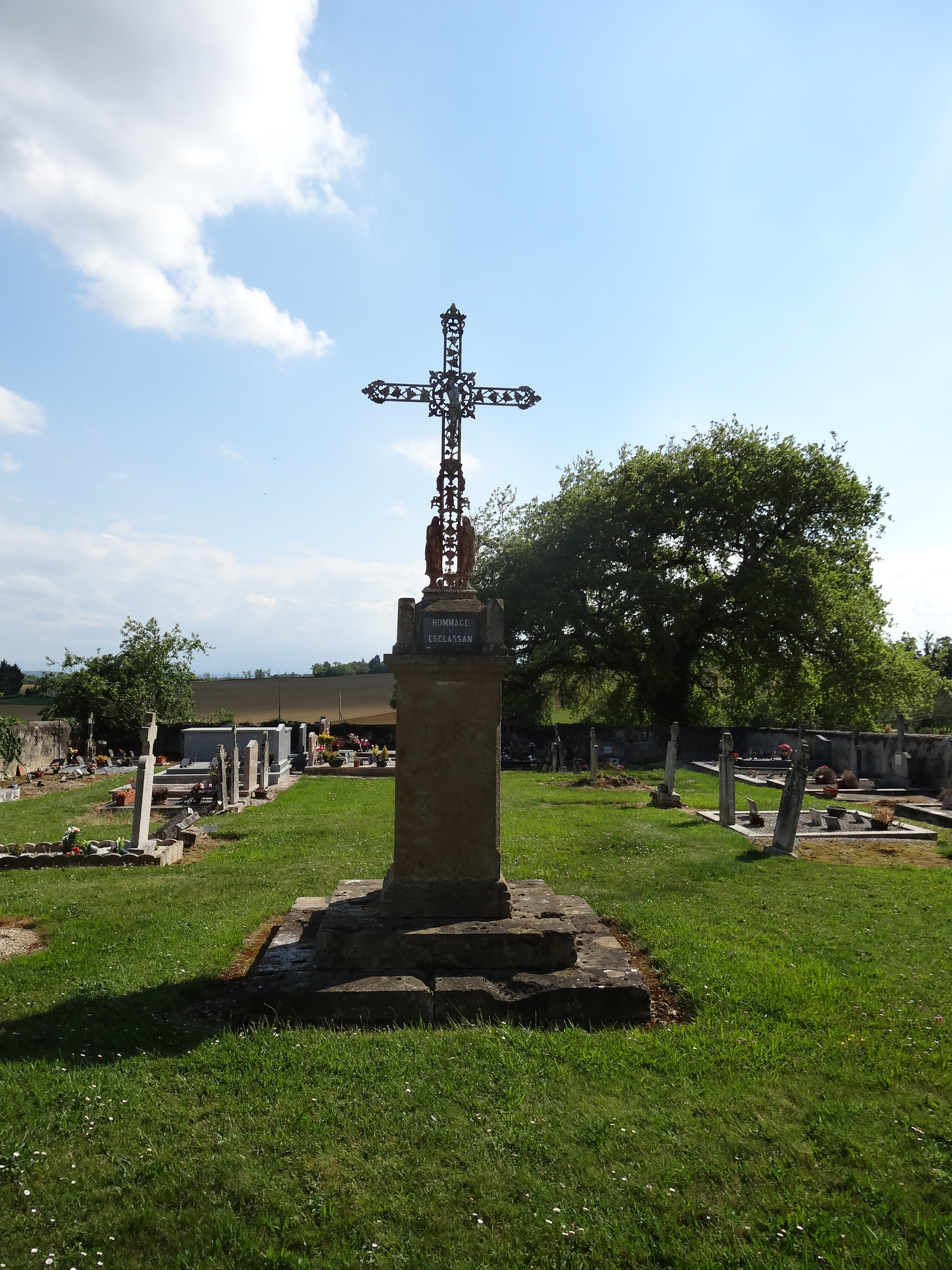
Croix du cimetière d'Esclassan.
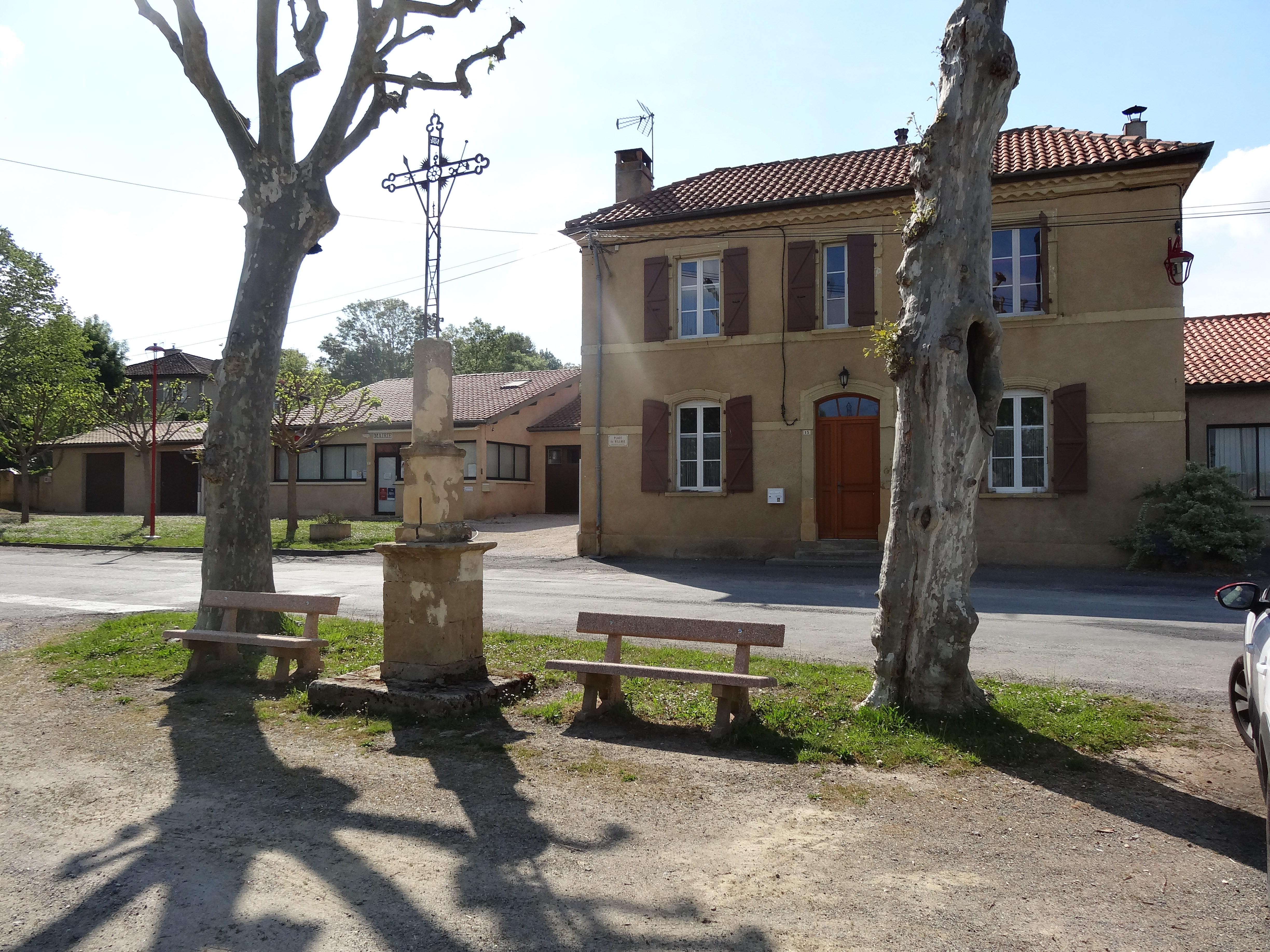
Croix à Esclassan.
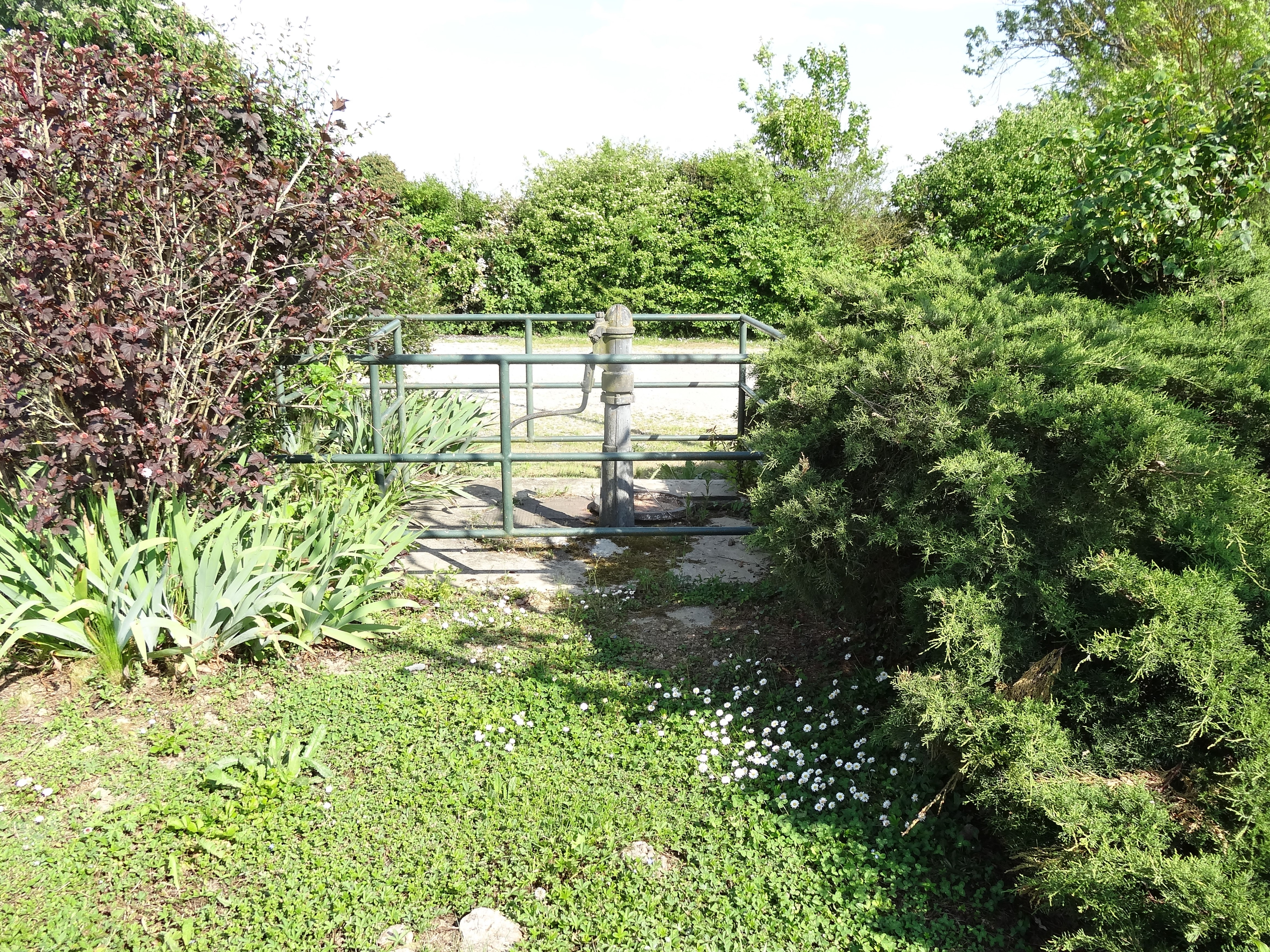
Pompe à eau à Esclassan.
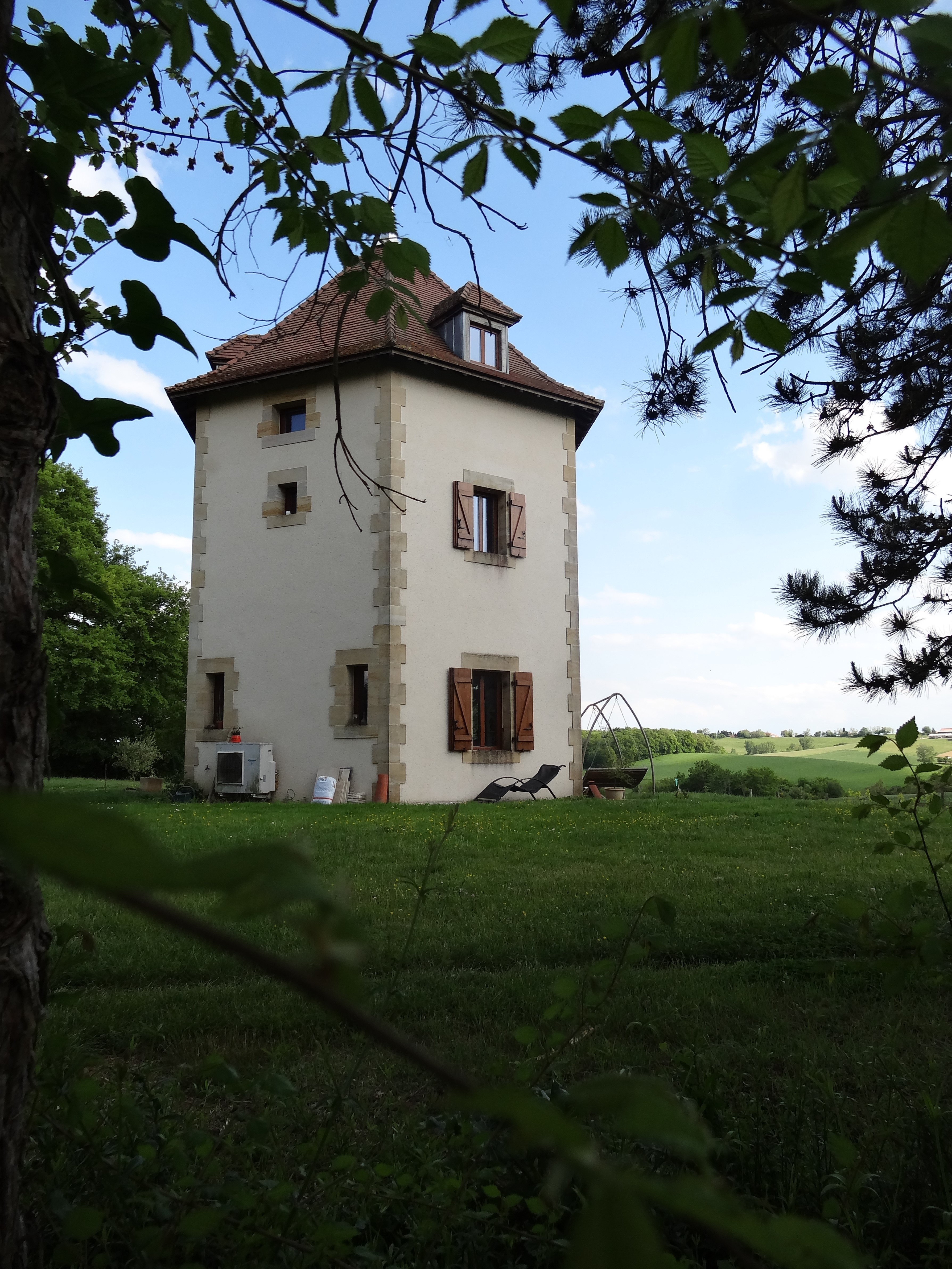
Ancien moulin à vent aménagé, situé sur les hauteurs de la commune.

### Personnalités liées à la commune
- La famille Marquet, famille de financiers français actifs au XVIIIe siècle, était originaire de Labastide.

## Héraldique
| Blason de Esclassan-Labastide | Blason  | De gueules au chevron haussé d'or chargés des inscriptions en capitales de sable ESCLASSAN à dextre et LABASTIDE à senestre, accompagné en chef d'une gerbe de blé à dextre, d'un arbre à senestre et en pointe de deux clés passées en sautoir, les anneaux liés par une chaîne, le tout d'or. |
| Blason de Esclassan-Labastide | Détails | Officiel : site Internet de la commune, 2023 |